# Marija Jurjevna Sarapova
Marija Jurjevna Sarapova (oroszul: Мария Юрьевна Шарапова; Nyagany, Szovjetunió, 1987. április 19. –) ötszörös Grand Slam-győztes, olimpiai ezüstérmes, év végi világbajnok (2004), csapatban Fed-kupa-győztes (2008), korábbi világelső, visszavonult orosz teniszezőnő.

## Pályafutása
2005. augusztus 22-én került először a világranglista élére, amelyet 2012-ig öt alkalommal, összesen huszonegy héten át vezetett. Ő volt az első orosz világelső a női teniszben.
Mindössze 17 évesen megnyerte a wimbledoni teniszbajnokságot, és ő lett Wimbledon harmadik legfiatalabb női bajnoka (Lottie Dod és Martina Hingis után). Ugyanebben az évben, 2004-ben megnyerte az év végi világbajnokságot is, miután a döntőben Serena Williams ellen győzött 4–6, 6–2, 6–4 arányban. 2006-ban aratta élete második Grand Slam-győzelmét a US Openen, majd – miután 2007-ben döntőt játszott – 2008-ban megnyerte az Australian Opent is úgy, hogy az egész tornát szettveszteség nélkül játszotta le. Ő az eddigi egyetlen orosz teniszezőnő, aki nyerni tudott Wimbledonban és az Australian Openen is. 2012-ben a Roland Garroson is veretlen maradt, ezzel teljesítette az úgynevezett karrier Grand Slamet, miután mind a négy Grand Slam-tornát megnyerte legalább egyszer. 2014-ben második címét is megszerezte a Roland Garroson. A női tenisz történetében ő a tizedik játékos, az open érában pedig a hatodik, akinek sikerült ez a bravúr. 2001–2020 közötti profi karrierje során egyéniben 36, párosban három WTA-tornát nyert meg, emellett egyéniben négy ITF-tornán végzett az első helyen.
A londoni olimpián ezüstérmet szerzett egyesben, miután a döntőben vereséget szenvedett Serena Williamstől.
2008–2015 között szerepelt Oroszország Fed-kupa-válogatottjában, és tagja volt a 2008-ban győztes, valamint a 2015-ben döntőt játszó orosz válogatottnak.
2007-től kezdődően Sarapova a sérült jobb vállával bajlódott, és 2007 októberében – három év után először – kiesett a ranglista legjobb öt játékosa közül. 2008-ban átesett egy műtéten, ami miatt 2009 májusáig nem teniszezhetett versenyszerűen. Sérülése miatt visszacsúszott a 126. helyre a WTA ranglistáján, de 2009-ben visszakapaszkodott az élvonalba, és az évet a ranglista 14. helyén zárta. 2012-es Roland Garros-győzelmének köszönhetően négy év elteltével újra a világranglista élére állt, de négy hét után elveszítette a vezető pozícióját.
Népszerűségét jelzi, hogy 2005-ben és 2008-ban a sportolók közül Sarapovára kerestek rá a Yahoo! honlapján a legtöbben. 2008 júliusában a pályán és azon kívül elért sikerei miatt ő volt a legjobban fizetett női sportoló 26 millió dolláros éves keresetével.

A tenisz mellett Sarapova modellként leszerződött az IMG modellügynökséghez, és több alkalommal is megbízták, például a Sports Illustrated is. Szerződése volt többek közt a Nike, a Canon, a TAG Heuer, a Land Rover, a Colgate, a Gatorade, a Tropicana, a Head és a Sony Ericsson multinacionális cégekkel.
2016. januárban a szervezetében tiltott szert mutattak ki, melynek következtében kétéves eltiltást kapott. Az eltiltás ellen fellebbezést nyújtott be a Nemzetközi Sportdöntőbírósághoz, amely a büntetést 15 hónapra csökkentette, így 2017. április 26-tól ismét versenyezhetett. 2017. január 10-én hivatalosan bejelentették, hogy eltiltása után először 2017. áprilisban a stuttgarti Porsche Tennis Grand Prix tornán lép pályára. Visszatérése április 26-án sikeres volt, az első fordulóban legyőzte Roberta Vincit, majd egészen az elődöntőig jutott. Visszatérését követő első tornagyőzelmét 2017. októberben a Tianjin Openen aratta.
2018-ban még sikerült visszakapaszkodnia a Top25-be, de ezt követően 2019-ben sorozatos sérülések hátráltatták versenyzését. Utolsó profi mérkőzését a 2020-as Australian Openen játszotta, ahol az első körben vereséget szenvedett a horvát Donna Vekićtől. 2020. február 26-án jelentette be visszavonulását.
2022 áprilisában, 35. születésnapja alkalmából jelentette be, hogy gyereket vár. Július 1-én született Alexander Gilkes brit üzletemberrel közös gyereke, Theodore.

## Magánélete

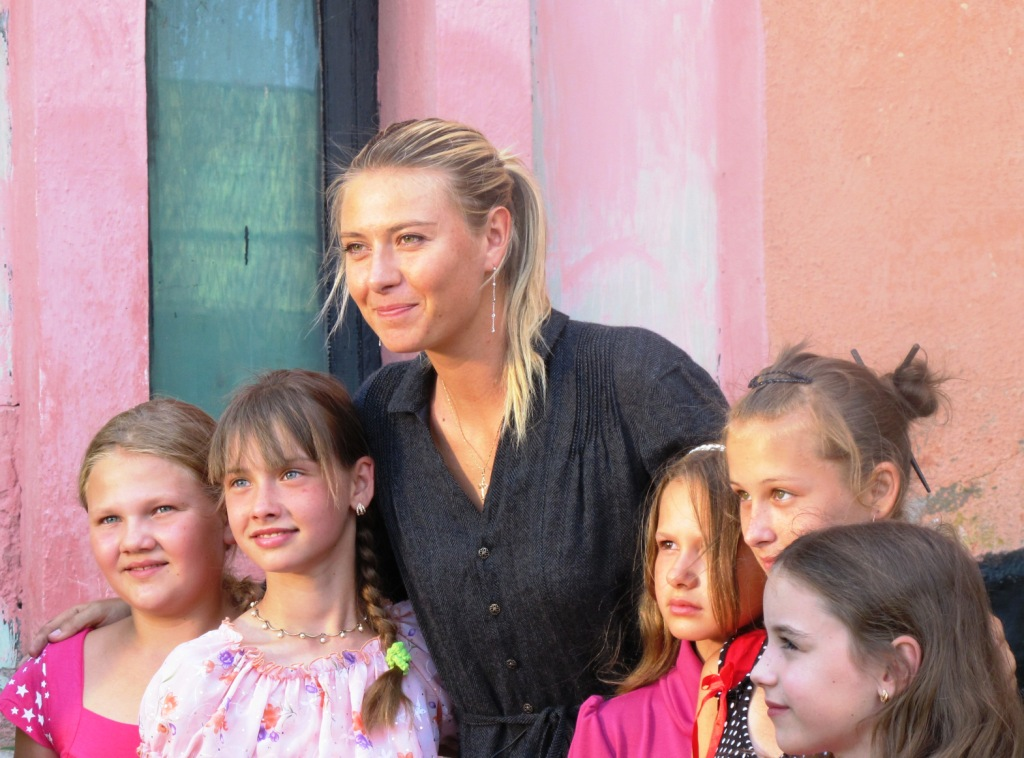
Sarapova fehérorosz gyerekekkel, a csernobili nukleáris baleset által érintett Homelben.

Családja eredetileg a fehéroroszországi Homelből származik, de később, az 1986-os csernobili katasztrófa után Oroszországba költözött. Sarapova a szibériai Nyagany (Oroszország) városában született 1987-ben. Édesapja Jurij Sarapov, édesanyja Jelena. Mikor Sarapova kétéves volt, a család Szocsiba költözött, ahol az apja összebarátkozott Alekszandr Kafelnyikovval, Jevgenyij Kafelnyikov későbbi Grand Slam-bajnok teniszező apjával. Alekszandr adta az akkor négyéves Sarapovának az első teniszütőjét, aki ezután kezdett el rendszeresen edzeni az apjával egy helyi parkban.
Hatévesen Sarapova már Moszkvában edzett egy teniszakadémián, amit Martina Navratilova irányított. Navratilova profi képzést ajánlott neki a Nick Bollettieri Teniszakadémián, Floridában. 1994-ben Sarapova az apjával Floridába költözött úgy, hogy egyikük sem beszélt angolul. Különböző vízumproblémák miatt Sarapova édesanyja két évig kénytelen volt otthon maradni. Édesapja rosszul fizető állásokat is vállalt (köztük például mosogatást), hogy finanszírozni tudja lánya edzéseit, amíg fel nem veszik az akadémiára. 1995-ben végül felvették az edzőközpontba.
Annak ellenére, hogy hétéves kora óta az Egyesült Államokban él, megtartotta orosz állampolgárságát, és jelenleg Kaliforniában, Manhattan Beach városában lakik. „Belül mindenképpen orosznak érzem magam, még ha épp Amerikában vagyok, akkor is” – nyilatkozta. Részt vesz a 2014-ben, Szocsiban megrendezendő téli olimpiai játékok kampányprogramjában is.
Sarapova kedveli a divatot, a filmeket, a zenét, és nagy rajongója a Sherlock Holmes és Harisnyás Pippi könyvsorozatnak. Arról is beszélt, hogy régebben hiphop táncórákra járt.
A 2004-es US Openen Sarapova néhány orosz teniszezőtársával együtt fekete szalagot viselt az egy nappal azelőtt történt beszláni túszdráma emlékére. 2005-ben 50 000 dollárral támogatta a krízis érintettjeit. Sarapovát 2007. február 14-én az ENSZ Fejlesztési Programjának nagykövetévé választották, és 100 000 dollárral támogatta a csernobili helyreállítási projekteket. Megígérte, hogy 2008-ban, Wimbledon után elutazik az érintett területre, azonban nem lehet tudni, hogy ez megtörtént-e.
2008 júliusában Sarapova küldött egy képüzenetet DVD-n Emily Bailes, annak a rákos kislánynak a temetésére, aki a 2004-es wimbledoni torna döntőjében végezte el az érem feldobását.
Sarapova gyakran utal egy esetleges korai visszavonulásra. A 25 éves Justine Henin visszavonulása után így nyilatkozott: „Ha 25 éves koromra ennyi Grand Slamet nyernék, én is befejezném.” Egy interjúban a 2008-as Australian Open után megijedt attól az elképzeléstől, hogy további tíz éven keresztül játsszon, és azt mondta, reméli, hogy addigra már lesz egy szép férje és néhány gyermeke.
Teniszsikereinek és szép külsejének köszönhetően reklámbevételei messze túlszárnyalják a teniszsikereivel szerzett pénzdíjait. 2005 áprilisában egyike volt a People magazin által összeállított 50 legszebb hírességnek, 2002-től kezdve pedig a Maxim négy egymást követő évig őt választotta a világ legszexibb sportolójának. 2006 Valentin napján fürdőruhában pózolt a Sports Illustrated Swimsuit Issue-jának 25 másik szupermodellel.

## Pályafutása

### 2001–2003 – A profi karrier kezdete
Sarapova 2001-ben debütált a profi élvonalban, de ebben az évben csupán egy versenyen indult. A következő évben a tizennégy éves Sarapova vált minden idők legfiatalabb junior Ausztrál Open döntősévé, és még ugyanebben az évben a junior wimbledoni tenisztorna döntőjéig menetelt. Három ITF címet nyert, és pályára lépett élete első felnőtt WTA versenyén, a Kaliforniában megrendezett Indian Wells Mastersen. Az első fordulón sikeresen túl is jutott, ám a második körben az egykori világelső Szeles Mónika ellen kikapott.
Sarapova 2003-ban csatlakozott véglegesen a felnőtt WTA versenysorozathoz. Először kvalifikálta magát sikeresen az Ausztrál Open és a Roland Garros főtáblájára, azonban mind a két tornán már az első fordulóban búcsúzni kényszerült. A nagy áttörés a füves borítású birminghami DFS Classic tornán történt, ahol Sarapova az akkori ranglista tizenötödik Jelena Gyementyjevát verte a negyeddöntőben. Ez a győzelem juttatta Sarapovát élete első WTA Tour elődöntőjéhez, és ez volt az első alkalom, hogy egy top húszas játékost győzött le. Végül az elődöntőben Aszagoe Sinobutóltól kikapott. Szabadkártyásként részt vehetett a 2003-as wimbledoni teniszbajnokságon, ahol a harmadik körben a tizenegyedik kiemelt Jelena Dokićot búcsúztatta, és így bejutott a negyedik fordulóba, ahol három szettben kikapott Szvetlana Kuznyecovától.
Miután a 2003-as US Open második fordulójában legyőzte Émilie Loit-t, Sarapova megnyerte élete első két WTA Tour címét, amik Tier III-as – most már Premier – kategóriájúak voltak. A két torna egyike a tokiói Japan Open Tennis Championships, ahol a döntőben Kapros Anikót verte, a másik pedig a Québecben rendezett Bell Challenge, itt a fináléban Milagros Sequera fölött aratott győzelmet. Az évet a ranglista harminckettedik helyén zárta, és neki ítélték a WTA év újonca címet.

### 2004 – Az áttörés éve

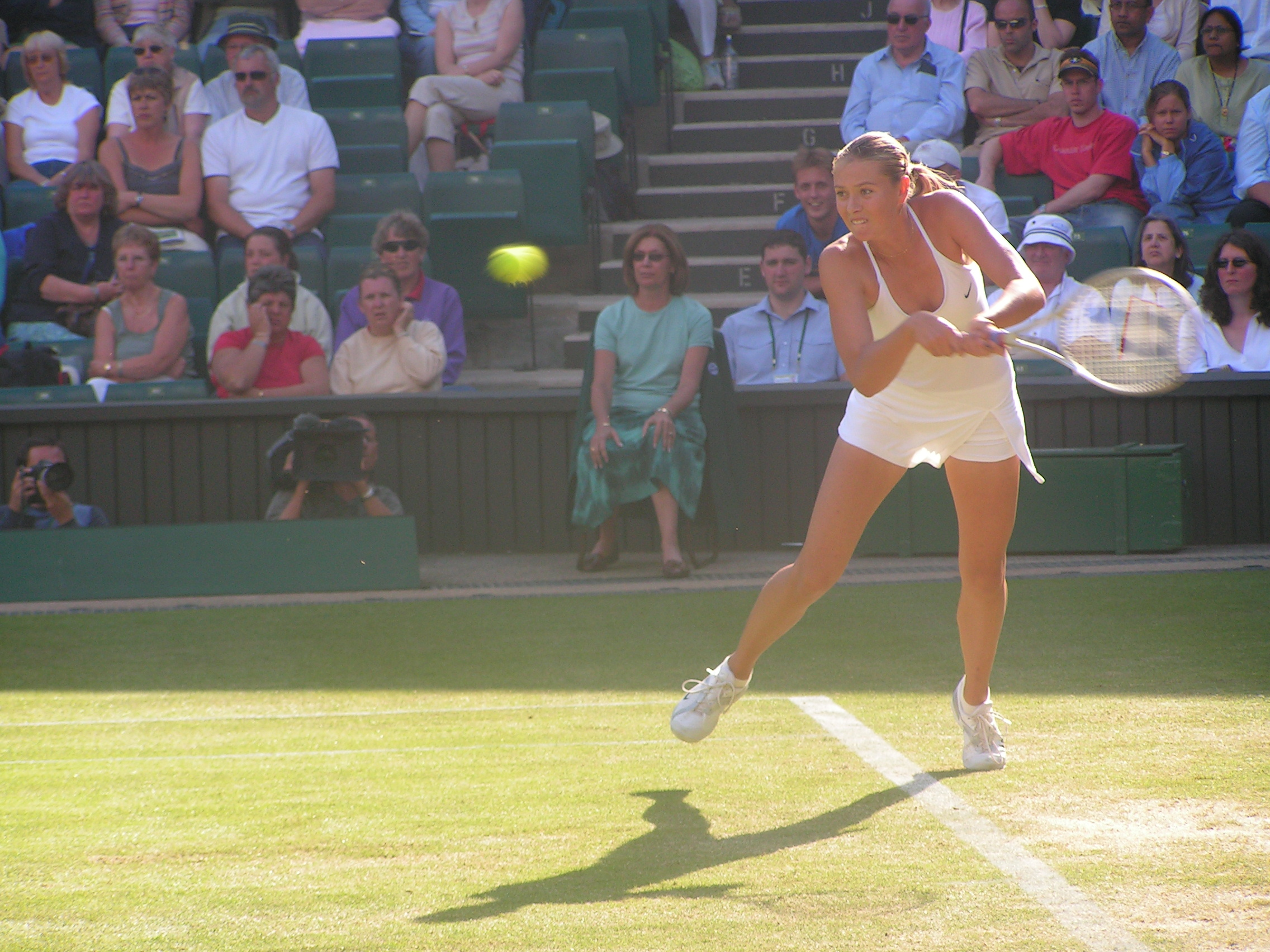
Sarapova, Wimbledon 2004

Az Ausztrál Open harmadik fordulójában kikapott a hetedik kiemelt Anasztaszija Miszkinától. A hátralévő tavaszi keménypályás szezonjában elődöntőt játszott Memphisben, a Cellular South Cupon, ahol vereséget szenvedett Vera Zvonarjovától.
A tavaszi salakos szezonban Sarapova két Tier I kategóriájú versenyen is eljutott a harmadik fordulóig, Berlinben, a Qatar Telecom German Openen és Rómában, a Rome Mastersen. Ennek köszönhetően a világranglista legjobb húsz játékosa között tartották számon. Az utóbbi versenyen, szettveszteség nélkül legyőzte a ranglista tizedik Jelena Gyementyjevát, ez volt élete első top tízes játékos fölött aratott győzelme. Sarapova bejutott élete első Grand Slam-negyeddöntőjébe a Roland Garroson, de ott kikapott Paola Suáreztől 6–1, 6–3-ra.
Megnyerte karrierje harmadik WTA-címét, a wimbledoni teniszbajnokság előtti, Birminghamben megrendezett DFS Classicot, ahol a döntőben Tatiana Golovint győzte le. Wimbledonban a tizenharmadik kiemeltként és tizenhét évesen Sarapova bejutott élete második Grand Slam-negyeddöntőjébe, ahol Szugijama Ait győzte le 5–7, 7–5, 6–1-re, és így továbbjutott profi versenyzői karrierje első Grand Slam-elődöntőjébe. Ott 2–6, 1–3-ról fordított, és legyőzte az ötödik kiemelt és korábbi bajnok Lindsay Davenportot 2–6, 7–6(5), 6–1-re. A fináléban az első kiemelt és címvédő Serena Williamsszel találkozott, és legyőzte 6–1, 6–4 arányban, ezzel megszerezve élete első Grand Slam-címét. Ő volt a harmadik legfiatalabb Wimbledon győztes női játékos, Lottie Dod és Martina Hingis után. A győzelem eredményeképpen karrierje során először jutott be a ranglista legjobb tíz játékosa közé.
Sarapova formája igencsak leromlott a wimbledoni győzelme után. A US Openre való felkészülési időszak alatt hat meccséből mindössze hármat nyert meg. Magán a US Openen eljutott a harmadik fordulóig, ám ott vereséget szenvedett Mary Piercetól. Az amerikai versenyek után Sarapova formahanyatlása abbamaradt, és jelentős címeket szerzett Ázsiában. Először Marta Domachowskát győzte le Szöulban, a Hansol Korea Open Tennis Championships döntőjében, aztán pedig Mashona Washington felett aratott győzelmet Tokióban a Japan Openen, ezzel megvédve a címét.
Októberben, Sarapova a Zürich Openen, a döntőbe vezető úton legyőzte Venus Williamset, ám a döntőben kikapott Alicia Moliktól. Először vett részt az év végi WTA Tour Championshipsen, Los Angelesben. Ott a három csoportmérkőzéséből kettőt megnyert – köztük az akkori US Open bajnok Szvetlana Kuznyecova ellenit –, ezzel továbblépve az elődöntőbe, ahol Miszkinát győzte le. A döntőben a sérült Serena Williams volt az ellenfele, és le is győzte 4–6, 6–2, 6–4-re, miután a döntő szettet 0–4-ről fordította meg.
2004-ben nyert-veszített meccseinek aránya 55–15 volt. Az év folyamán szerzett öt címét csak Davenport múlta felül hét tornagyőzelemmel, Justine Henin szintén öt tornát nyert. A női mezőnyben Sarapova kereste a legtöbb pénzt az év során, 2 506 263 dollárt, és az évet a világranglista negyedik helyén zárta. Az év során nyújtott teljesítményéért több díjat is kapott (WTA Player of the Year, WTA Most Improved Player of the Year).

### 2005
Sarapova az évet az Ausztrál Openen kezdte, ahol az ötödik kiemelt Szvetlana Kuznyecovát győzte le, és ezzel bejutott karrierje második Grand Slam-elődöntőjébe. Ott meccslabdái voltak a harmadik szettben, ám végül kikapott a későbbi bajnok Serena Williamstől 2–6, 7–5, 8–6 arányban. Februárban a Toray Pan Pacific Openen, Tokióban, legyőzte az első kiemelt Lindsay Davenportot, ezzel megnyerve karrierje első Tier I kategóriájú tornáját. Három héttel később megnyerte a következő versenyét, a Qatar Total Opent Dohában, ahol Alicia Molikot győzte le a döntőben. Ennek a sikernek köszönhetően Sarapova életében először bekerült a WTA három legjobban rangsorolt játékosa közé.
Indian Wellsben a Pacific Life Open elődöntőjében Sarapova 6–0, 6–0-s arányban kikapott Davenporttól, ez volt az első alkalom, hogy nem tudott játékot nyerni egy meccs alatt. Az elkövetkezendő két hétben legyőzte az akkori világelső Justine Henint és Venus Williamst, így bejutott a Miamiban megrendezett NASDAQ-100 Open döntőjébe, ahol kikapott Kim Clijsterstől. Ennek hozadékaként előrelépett a ranglista második helyére, ezzel elérve karrierje legjobb ranglista helyezését.
Sarapova karrierje során először eljutott egy salakos verseny elődöntőjébe, Rómában az Internazionali BNL d'Italian, ahol kikapott Patty Schnydertől. Ha megnyerte volna a tornát, első alkalommal lett volna világelső. Az előző évi eredményét megismételve Sarapova most is a negyeddöntőig jutott a Roland Garroson, ám ott kikapott a leendő tornagyőztes Justine Henintől.

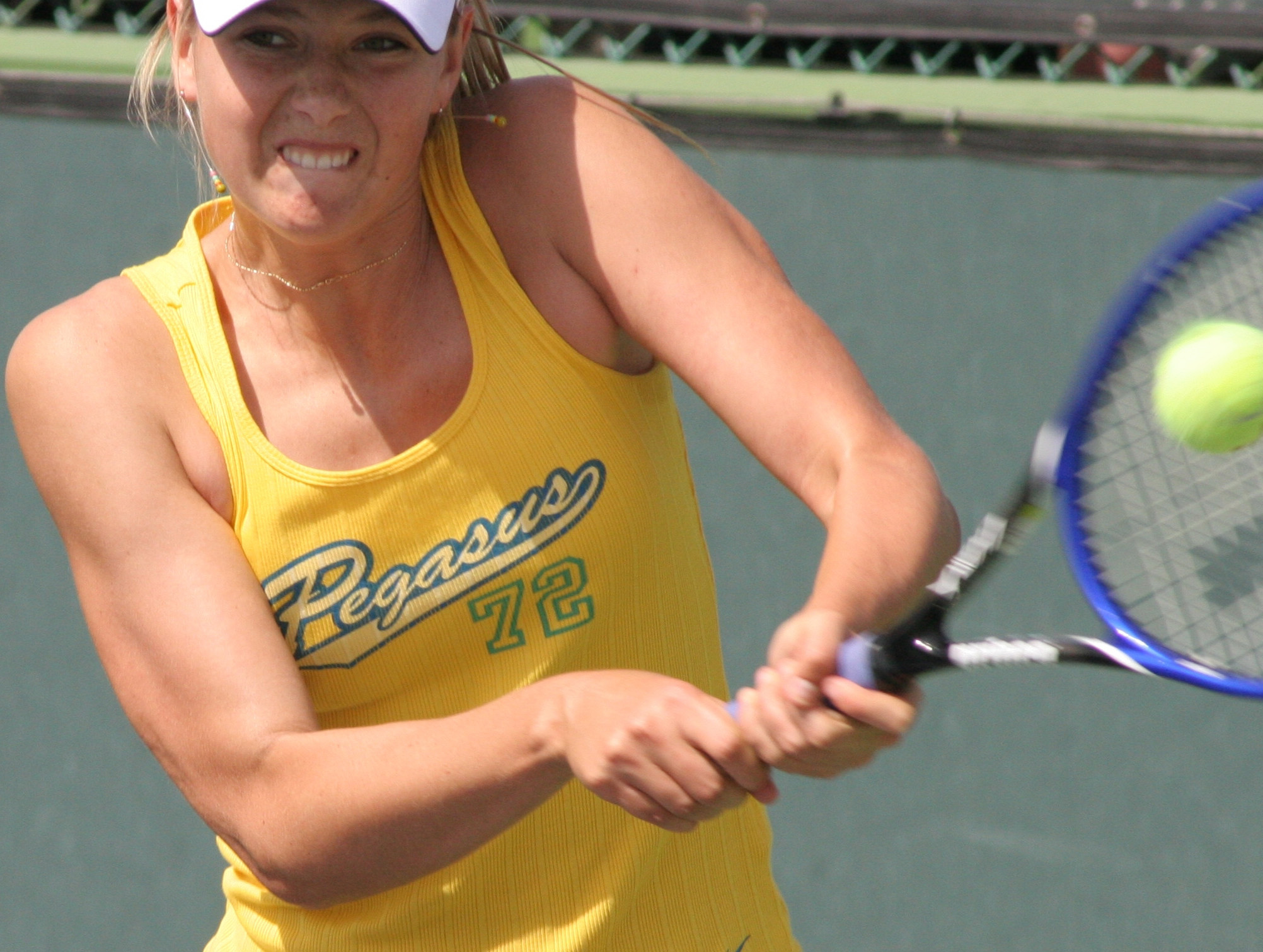
Sarapova, Indian Wells 2005

 Sarapova füvön szerezte meg harmadik tornagyőzelmét az évben, mikor is sikeresen megvédte címét Birminghamben, a DFS Classicon – ma már AEGON Classic –, ahol a döntőben Jelena Jankovićot verte. Wimbledonban címvédőként szettveszteség nélkül jutott be az elődöntőbe, és az adogatását is csak egyszer vesztette el az ide vezető úton, ezzel füvön huszonnégy egymást követő győzelmet aratott. Ott azonban kikapott a későbbi bajnok Venus Williamstől 7–6(2), 6–1-re.
Los Angelesben a JPMorgan Chase Openen Sarapova három szettben nyert a harmadik fordulóban Anna Csakvetadze ellen. Úgy volt, hogy a negyeddöntőben Daniela Hantuchová lesz az ellenfele, de mivel az előző meccsén sérüléssel bajlódott, Sarapova visszalépett a tornától, hogy felépüljön a közelgő US Openre.
Wimbledonban az akkori világelső Lindsay Davenport hátsérülést szenvedett, így kénytelen volt kihagyni a nyári kemény pályás szezont, ami azt jelentette, hogy nem tudja megvédeni az előző évben szerzett ranglistapontjait. Sarapova szintén sérüléssel bajlódott ebben az időszakban, azonban sokkal kevesebb pontot kellett megvédenie, így 2005. augusztus 22-én ő lett az első orosz női világelső. Elsősége ekkor azonban csak egy hétig tartott, ugyanis Davenport megnyerte a New Haveni Pilot Pen Tennis versenyt, és gyorsan visszavette vezető helyét.
A US Openen Sarapova első kiemeltként indult, ám az elődöntőben kikapott a későbbi bajnok Kim Clijsterstől 6–2, 6–7(4), 6–3 arányban. 2005. szeptember 12-én mégis újra felkapaszkodott a világranglista első helyére, amit ezúttal hat hétig tartott is. Ősszel azonban újra helyet kellett cserélnie Davenporttal, mert sérülés miatt csak néhány versenyen tudott játszani. Az év végéhez közeledve Sarapova nem tudta megvédeni címét az évet záró WTA Tour Championshipsen Los Angelesben, és bár legyőzte Davenportot az egyik csoportmérkőzésén, az elődöntőben kikapott a későbbi bajnok Amélie Mauresmótól.
2005-ben nyert-vesztett meccseinek aránya 53–12 volt. Az évet a ranglista negyedik helyén zárta, és első alkalommal volt a legjobban rangsorolt orosz játékos, az év során három tornát nyert meg. Ő volt az egyetlen játékos, aki három Grand Slam-torna elődöntőjébe is eljutott, és mind a négy Grand Slam-tornán a későbbi bajnoktól kapott ki.

### 2006

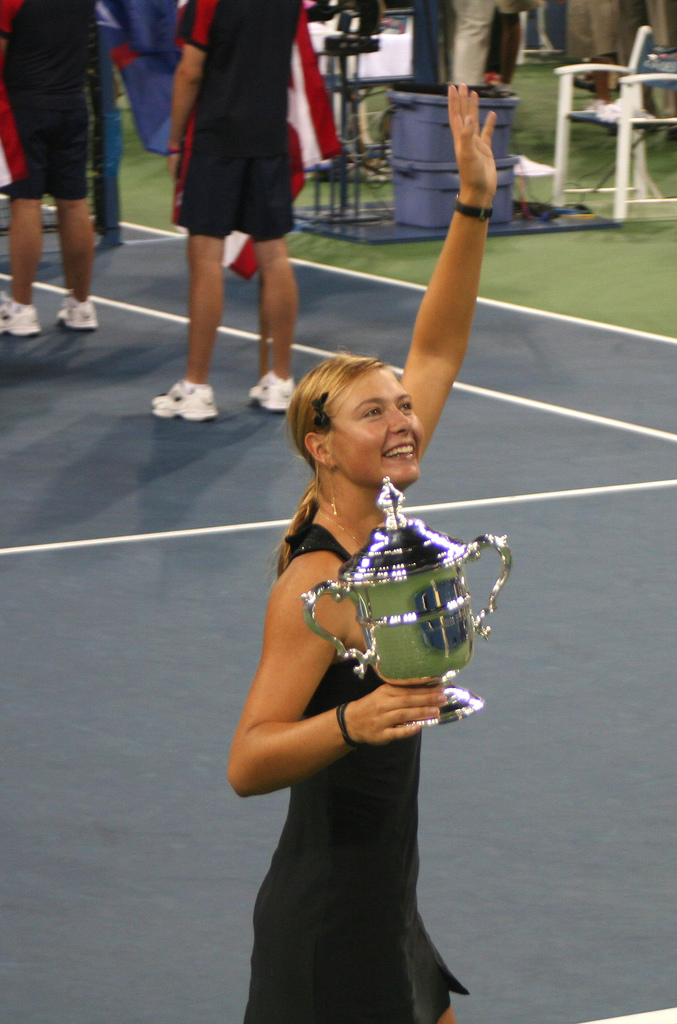
Sarapova a 2006-os US Open döntője után

Az évet az Ausztrál Openen kezdte, ahol az elődöntőben három szettben kapott ki Justine Henintől. Néhány héttel később a Barclays Dubai Tennis Championships döntőjét Sarapova szintén Henin ellen vesztette el, pedig a torna korábbi fordulóiban az akkori világelső Martina Hingist és a ranglista harmadik Lindsay Davenportot is legyőzte. Kilenc hónap után sikerült újabb tornát nyernie, a Tier I kategóriájú Indian Wells Masterst, ahol az elődöntőben Hingist búcsúztatta, a döntőben pedig Jelena Gyementyjeva felett aratott győzelmet. Az elkövetkezendő két hétben bejutott a Miami Masters döntőjébe, ám ott kikapott Szvetlana Kuznyecovától 6–4, 6–3 arányban.
Egy sérülés következtében Sarapova nem vett részt a salakpályás szezon versenyein, ám a Roland Garrosra visszatért. Ott, miután az első fordulóban meccslabdákat hárítva győzte le Mashona Washingtont, 7–5, 2–6, 7–5-ös vereséget szenvedett Gyinara Szafinától a negyedik körben úgy, hogy a harmadik szettben 5–1-re vezetett.
A füves pályás szezont Birminghamben kezdte, ahová kétszeres címvédőként érkezett. Harmadszorra azonban nem sikerült nyernie, az elődöntőben kikapott Jamea Jacksontól. Annak ellenére, hogy nagy esélyesnek tartották a wimbledoni tornagyőzelemre, az elődöntőben vereséget szenvedett az első kiemelt és későbbi bajnok Mauresmótól. Ez volt az egymást követő ötödik veresége Grand Slam-elődöntőben.
Sarapova megszerezte második tornagyőzelmét az évben, a Tier I kategóriájú Acura Classicot San Diegóban, ahol első alkalommal győzte le Clijsterst a döntőben. A US Openen harmadik kiemeltként Sarapova első alkalommal győzte le Mauresmót az elődöntőben 6–0, 4–6, 6–0 arányban. A második Grand Slam-döntőjében a második kiemelt Justine Heninnel találkozott, és győzte le 6–4, 6–4-re, ezzel megszerezve karrierje második Grand Slam-címét.
Az ősszel egymást követően két címet is szerzett: először a Zürich Openen Daniela Hantuchovát győzte le a döntőben, utána pedig a Generali Ladies Linz fináléjában aratott győzelmet a címvédő Nagyja Petrova felett. Az év végi WTA Tour Championshipsen Madridban Sarapova mindhárom csoportmérkőzését megnyerte két szettben (beleértve egy győzelmet Clijsters ellen), és ezzel 19 meccses veretlenségi sorozatot állított be. Az elődöntőben azonban kikapott a későbbi bajnok Henintől. Ha Sarapova megnyerte volna a tornát, az évet világelsőként zárja. Így viszont eddigi legjobb év végi helyezését elérve, második volt az év végén. Már második éve ő volt a legjobban rangsorolt orosz játékos. A három Tier I kategóriájú címénél egy játékos sem szerzett többet, és az év folyamán nyert öt címénél csak Heninnek volt több, hat. Az év végén nyert-vesztett meccseinek aránya 59-9 volt.

### 2007

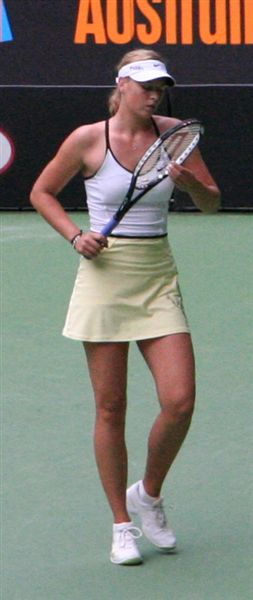
Sarapova, Australian Open 2007

2007-ben Justine Henin visszalépése miatt Sarapova volt az Ausztrál Open első kiemeltje. Két pont választotta el a kieséstől Camille Pin ellen az első fordulóban, ám végül győzött 6–3, 4–6, 9–7-re. Eljutott az elődöntőig, ahol a negyedik kiemelt Kim Clijsterst győzte le 6–4, 6–2 arányban, és így bejutott az első Ausztrál Open-döntőjébe. A döntőben az akkor 81. helyen rangsorolt Serena Williamssel találkozott, aki könnyűszerrel legyőzte 6–1, 6–2-re. Azzal, hogy eljutott a döntőig, Sarapova visszavette első helyét a ranglistán. Hét hétig meg is tartotta világelsőségét, ám azután, hogy nem tudta megvédeni a címét Indian Wellsben – a negyedik fordulóban kapott ki Vera Zvonarjovától –, Henin ismét átvette listavezető helyét a ranglistán. Az elkövetkezendő két hétben Sarapova ugyan három szettben legyőzte Venus Williamst a Sony Ericsson Open harmadik fordulójában, ám a következő körben nagyon sima 6–1, 6–1-es vereséget szenvedett Serena Williamstől.
Egy vállsérülés arra kényszerítette Sarapovát, hogy két egymást követő évben is kihagyja a salakos szezon nagy részét. Az egyetlen Roland Garros előtti verseny, amin indult, az Istanbul Cup volt, ahol az elődöntőben kikapott Aravane Rezaïtól. A felkészülés hiányának ellenére karrierje során először bejutott a Roland Garros elődöntőjébe – a negyedik körben meccslabdákat hárított Patty Schnyder ellen –, ám ott kikapott Ana Ivanovićtól 6–2, 6–1 arányban.
Füves borításon Sarapova bejutott második döntőjébe az évben a birminghami DFS Classicon, azonban a döntőben három szettben kikapott Jelena Jankovićtól. Wimbledonban a negyedik körig jutott, ahol kikapott a későbbi bajnok Venus Williamstől 6–1, 6–3-ra. Ez volt Sarapova legkorábbi wimbledoni búcsúja 2003 óta.
Sarapova megvédte a címét San Diegoban az Acura Classicon, ahol a döntőben Patty Schnydert verte. Ez volt az első tornagyőzelme az évben. Részben ennek a győzelemnek köszönhetően karrierje során először első helyen végzett a US Open Series-versenyén. A US Open második kiemeltjeként megnyerte első két meccsét, úgy, hogy mindössze két játékot veszített el, ám a harmadik fordulóban kikapott a 18 éves és 30. kiemelt Agnieszka Radwańska ellen 6–4, 1–6, 6–2-re, miután a harmadik szettet egyből breakkel kezdte. Ez volt Sarapova legkorábbi búcsúja Grand Slam-tornáról a 2004-es US Open óta, ahol szintén a harmadik körben búcsúzott.
A US Open vereséget követően Sarapova a Kremlin Cupon indult októberben, ahol a nyitómérkőzésén kikapott Viktorija Azarankától. Röviddel ezután kiesett a ranglista legjobb öt játékosa közül, 2004 óta először. Kvalifikálta magát az év végi WTA Tour Championshipsre, köszönhetően annak, hogy Venus Williams visszalépett a tornáról. Annak ellenére, hogy a korábbi két hónapban nem nyert meccset, első lett a csoportjában, mivel megnyerte mindhárom csoportmérkőzését, beleértve egy háromszettes győzelmet az akkori világranglista második Szvetlana Alekszandrovna Kuznyecova ellen, és egy 6–1, 6–2-es győzelmet Ana Ivanović ellen. Ezután az elődöntőben legyőzte Anna Csakvetadzét. A döntőben Sarapova az akkori világelső Justine Henintől kapott ki 5–7, 7–5, 6–3 arányban, egy 3 óra 24 perces mérkőzésen.
Sarapova 2007-es nyert-vesztett meccseinek aránya 40–11 volt, és az évet a ranglista ötödik helyén zárta. Ezzel már négy egymást követő éve a világ legjobb öt játékosa között volt. Azonban 2004 óta először nem ő volt a legjobban rangsorolt orosz játékos, hanem Kuznyecova, és a 2002-es év óta először csak egy címet szerzett.

### 2008

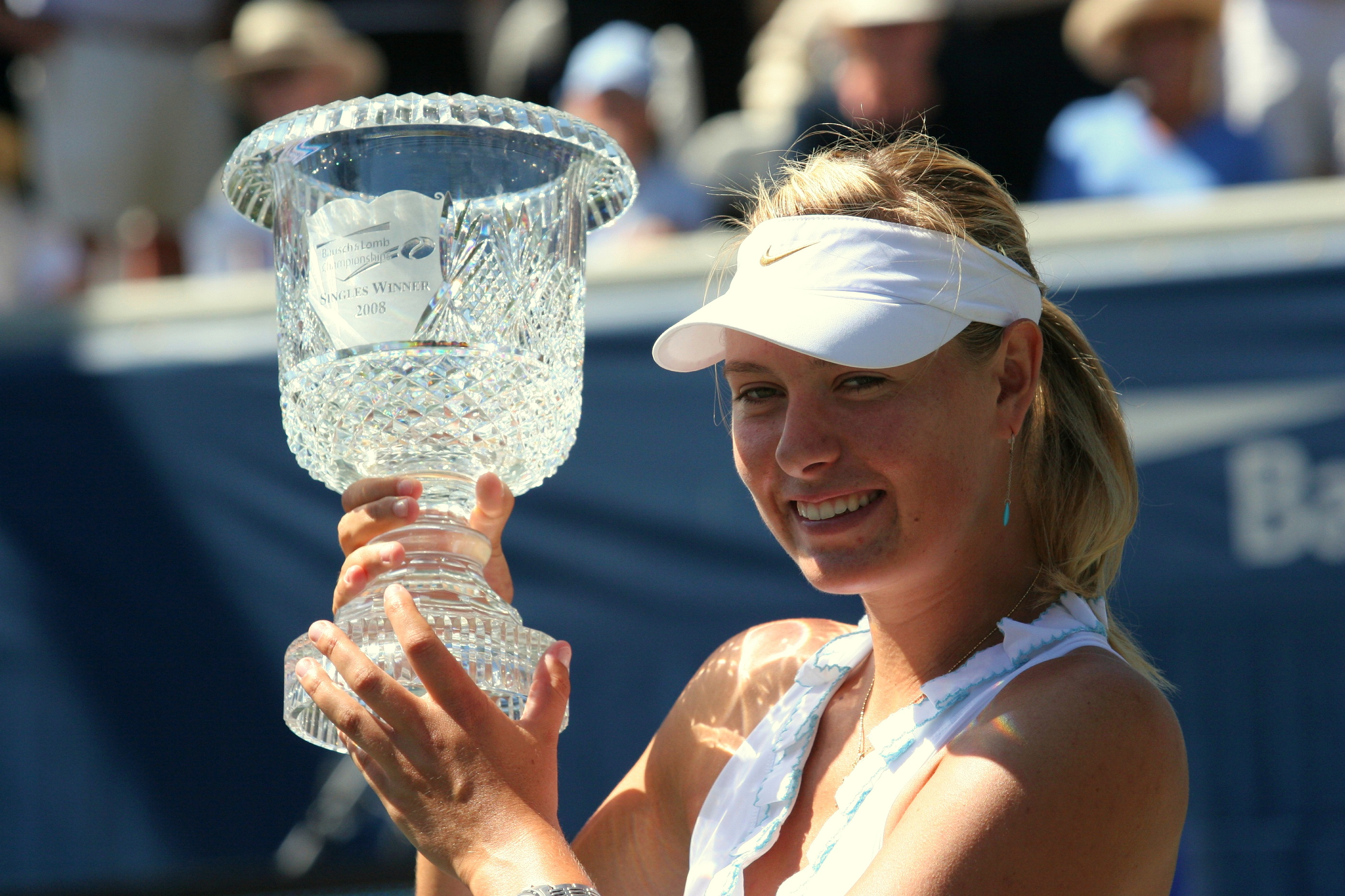
Sarapova a B&L Championship trófeájával

Sarapova első versenye 2008-ban az Ausztrál Open volt, ahol ötödik kiemeltként indult. A második körben legyőzte a korábbi világelső Lindsay Davenportot, mielőtt a negyeddöntőben legyőzte az akkori világelső Justine Henint 6–4, 6–0-ra, ezzel megszakítva annak 32 meccses veretlenségi sorozatát. Az elődöntőben Sarapova a harmadik kiemelt Jelena Jankovićcsal találkozott, és legyőzte 6–3, 6–1-re, így az előző évhez hasonlóan bejutott a döntőbe. A döntőben a negyedik kiemelt Ana Ivanović volt az ellenfele, és le is győzte 7–5, 6–3 arányban, ezzel megszerezve harmadik Grand Slam-címét. Ő lett az egyetlen orosz teniszezőnő, akinek sikerült nyerni az Ausztrál Openen, ráadásul az egész tornát szettveszteség nélkül játszotta le.
Az Ausztrál Open után Sarapova egy 18 mérkőzéses veretlenségi sorozatot állított fel, mielőtt először veszített volna a szezonban. Ez a sorozat magába foglalt két egyéni győzelmet a Fed-kupán, mikor Izrael ellen debütált, és egy torna győzelmet a Qatar Total Opent Dohában, ahol a döntőben Vera Zvonarjovát győzte le. Veretlenségi sorozatát Kuznyecova szakította meg az Indian Wells Masters elődöntőjében. Áprilisban Sarapova bejutott Amelia Islanden a Bausch & Lomb Championships döntőjébe. Ez volt az első alkalom, hogy bejutott egy salakborítású verseny döntőjébe, és a harmadik fordulóban Anabel Medina Garrigues ellen lejátszotta karrierje leghosszabb mérkőzését, ami 3 óra 26 perc hosszú volt. A döntőben Sarapova Dominika Cibulkovát győzte le 7–6(7), 6–3 arányban, és ezzel megnyerte profi teniszezői karrierje első salakos versenyét. A következő héten Charlestonban a Family Circle Cup negyeddöntőjében kikapott Serena Williamstől, ez volt zsinórban a negyedik veresége az amerikaival szemben.
Májusban Justine Henin visszavonulása miatt ismét ő lett a világelső. A Roland Garros első kiemeltjeként Sarapova két pontra volt attól, hogy vereséget szenvedjen az első fordulóban Jevgenyija Rogyina ellen, de végül megnyerte a mérkőzést. Sarapova végül a 13. kiemelt és későbbi döntős Gyinara Szafinától kapott ki a negyedik körben 6–7(6), 7–6(5), 6–2-re úgy, hogy a második szettben meccslabdája volt. Maga a mérkőzés 2 óra 52 percig tartott. E vereség miatt elveszítette világelsőségét. Sarapova romló formája Wimbledonban is megmutatkozott, ahol a második körben kikapott a ranglista 154. Alla Kudrjavcevától. Az elmúlt öt évben ez volt a legkorábbi kiesése Grand Slam-tornáról, és a valaha volt legkorábbi búcsúja Wimbledontól.
Augusztusban a Rogers Cupon Sarapova vállsérülés miatt visszalépett a tornától, miután az első meccsén legyőzte Marta Domachowskát. Egy MRI vizsgálat kimutatta, hogy már április óta rotátor köpeny szakadással bajlódik. Ez a sérülés megakadályozta, hogy részt vegyen a 2008. évi nyári olimpiai játékokon, a US Openen és az év végi WTA Tour Championshipsen. Októberben egy sikertelen vállrehabilitációs kísérlet után megműtötték a jobb vállát.
A hosszú kihagyás következtében még 40 meccset sem tudott játszani az évben, így az év végi nyert-vesztett meccseinek aránya 32–4 volt, és az év során három tornát nyert. Az évet a ranglista 9. helyén zárta, és 2004 óta először nem volt benne az év végi ranglista öt legjobban rangsorolt játékosa között.

### 2009 – A visszatérés

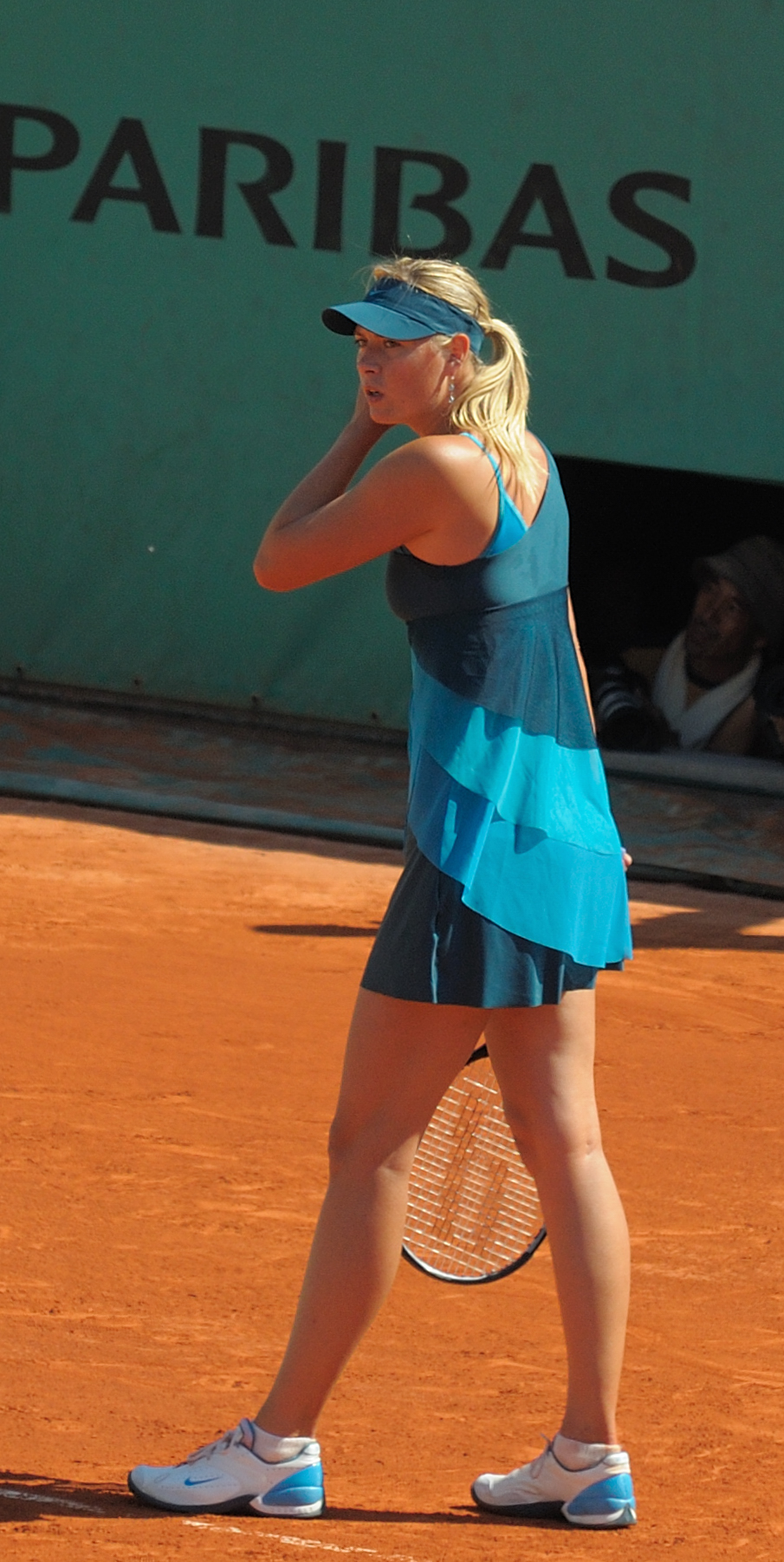
Sarapova, Roland Garros 2009

Sarapova vállműtéte miatt nem tudta megvédeni a címét az Ausztrál Openen. Márciusban elindult egy páros versenyen a BNP Paribas Openen Indian Wellsben, azonban ő és partnere, Jelena Vesznyina már az első fordulóban kiestek. Ezután Sarapova visszalépett az összes többi egyéni versenyétől. Kihagyása miatt a ranglistán egyre hátrébb csúszott. Májusban, hat év után először kiesett a ranglista első száz játékosa közül, a legrosszabb helyezése a ranglista 126. volt.
Sarapova első egyéni tornáján közel tíz hónap kihagyás után indult, májusban, a Warsaw Openen. Ott megnyerte első két mérkőzését, azonban a negyeddöntőben kikapott Aljona Bondarenkotól. A következő héten részt vett a Roland Garroson, ahol az első négy meccsét három szettben nyerte meg, beleértve egy győzelmet a 11. kiemelt Nagyja Petrova ellen, ahol a döntő játszmában 2–4-es állásról jött vissza, és végül 6–2, 1–6, 8–6-ra megnyerte a mérkőzést. A negyeddöntőben Dominika Cibulková volt az ellenfele, akitől kikapott 6–0, 6–2-re.
Sarapova bejutott a Wimbledon előtti AEGON Classic elődöntőjébe, ahol első alkalommal kikapott Li Nától. Wimbledonban nagy meglepetésre a második fordulóban három szettben kikapott Gisela Dulko ellen. Zsinórban ez volt a második év, hogy nem sikerült bejutnia a 3. fordulóba Wimbledonban.
Ezután Sarapova elutazott Észak-Amerikába a US Open Seriesre. Stanfordon bejutott a Bank of the West Classic negyeddöntőjébe, ahol kikapott a későbbi döntős Venus Williamstől. Los Angelesben az LA Women’s Tennis Championships elődöntőjébe vezető úton legyőzte Viktorija Azarankát és Aljona Bondarenkót, de végül az elődöntőben kikapott a későbbi bajnok Flavia Pennettától. 2008 áprilisa óta bejutott az első döntőjébe Torontoban, a Rogers Cupon. A torna során legyőzte Vera Zvonarjovát és Agnieszka Radwanskát is. Végül a döntőben Jelena Gyementyjevától kikapott. A US Openen egy sokkoló vereséget szenvedett a harmadik fordulóban a mindössze 17 éves Melanie Oudin ellen. A meccs végeredménye 3–6, 6–4, 7–5 lett, és érdekes, hogy Sarapova rekord értékű 21 kettős hibát és 60 ki nem kényszerített hibát ütött.
A Toray Pan Pacific Openen Tokióban bejutott második döntőjébe, miután legyőzte Samantha Stosurt és Agnieszka Radwanskát is. Sarapova megszerezte első tornagyőzelmét az évben, mivel a döntőben ellenfele, Jelena Janković 5–2-es állásnál csuklósérülés miatt feladta a mérkőzést. A győzelem eredményeképpen előreugrott a ranglista 15. helyére.
Számára az év utolsó tornája a Premier Mandatory kategóriájú China Open volt Pekingben. Mivel tagja volt a Toray Pan Pacific Open négy elődöntősének, automatikusan továbbjutott a tornán a második fordulóba. Ő volt az első nem kiemelt játékos, akinek nem kellett játszania a kezdő körben a WTA történelmében. A második fordulóban úgy tűnt, Sarapova elveszíti a meccset, mivel ellenfele Viktorija Azaranka 2–5-ös vezetéshez jutott a harmadik szettben, ám végül 6–3, 6–7(5), 7–5 arányban megnyerte a háromórás mérkőzést. Utolsó mérkőzését az évben Shuai Peng ellen veszítette el a harmadik fordulóban 6–2, 6–4-re. Wimbledon és a US Open mellett ez volt a harmadik olyan torna, ahol a negyeddöntő előtt kényszerült búcsúzni. A harmadik fordulós eredménye miatt előreugrott egyet a ranglista 14. helyére.
Sarapova év végi nyert-vesztett meccseinek aránya 31-9 volt, és nyert egy címet a Toray Pan Pacific Openen. Sérülése miatt 2003 óta először nem volt benne évvégén a ranglista legjobb tíz játékosa között, azonban az év folyamán a 126. helyről sikerült előrelépnie a 14.-re.

### 2010

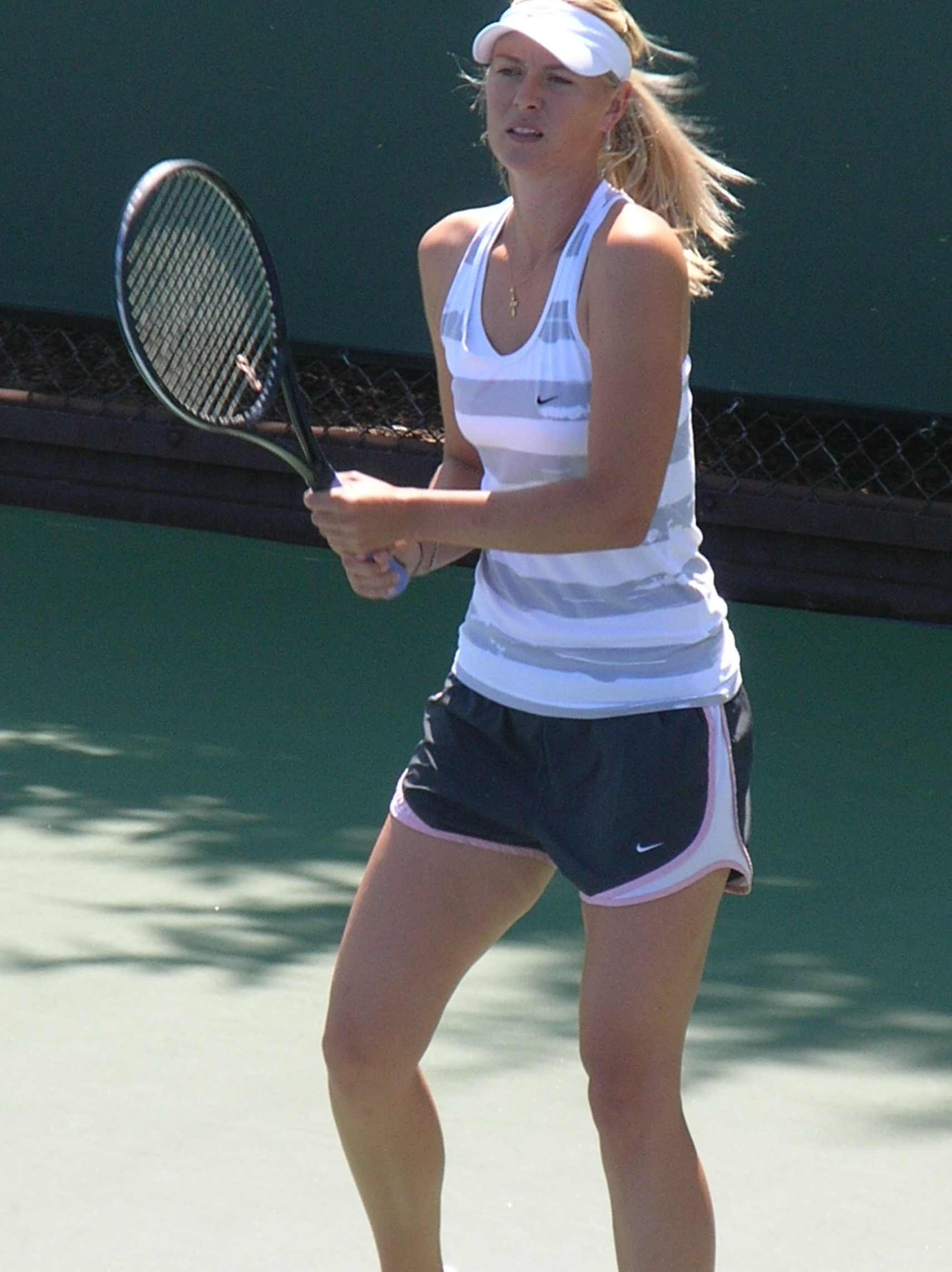
Sarapova 2010-ben

Sarapova a 2010-es szezont két bemutató mérkőzéssel kezdte Thaiföld Hua Hin nevű városában. Egyéni mérkőzésén legyőzte Venus Williamst 6–3, 6–4 arányban, azonban partnerével, Pharadon Szricsaphannal elvesztették a vegyes páros meccsüket 8–6-ra.
Sarapova folytatta felkészülését az Ausztrál Openre, és részt vett a Hong Kong Tennis Classicon. A tornán négy csapat indult, az amerikai csapat – kapitány Venus Williams –, az ázsiai csapat – kapitány Cseng Csie –, az európai csapat – kapitány Caroline Wozniacki – és végül az orosz csapat, akiknek Sarapova volt a csapatkapitánya. A verseny során legyőzte Cseng Csiét és Caroline Wozniackit is, ezzel hozzásegítve az orosz csapatot a torna megnyeréséhez.
Az Ausztrál Openen a 14. kiemeltként indult, ahol az első fordulóban a ranglista 58. helyezettje, Marija Kirilenko volt az ellenfele, és 7–6, 3–6, 6–4 arányban elvesztette a 202 perces mérkőzést. A 2003-as Roland Garros óta ez volt az első alkalom, hogy nem jutott túl egy Grand Slam-torna első fordulóján.
Az ausztráliai vereség után Sarapova Memphisbe utazott, hogy részt vegyen a fedett pályás Cellular South Cupon. A torna első kiemeltjeként indult, és szettveszteség nélkül eljutott az első döntőjébe az évben. A fináléban Sofia Arvidsson volt az ellenfele, és 6–2, 6–1 arányban megnyerte a mérkőzést, ezzel megszerezve karrierje 21. tornagyőzelmét. Győzelme után Indian Wellsbe utazott a BNP Paribas Openre, ahol a 10. kiemeltként indult, azonban a torna 3. fordulójában Cseng Csie ellen kikapott 6–3, 2–6, 6–3-ra. Egy könyöksérülés következtében nemcsak a Miamiban megrendezésre kerülő Sony Ericsson Openen, hanem a Family Circle Cupon sem indult.
Sérüléséből visszatérve Sarapova a salakpályás szezont a Madrid Mastersen kezdte, azonban már az első fordulóban kikapott Lucie Šafářovától 6–4, 6–3-ra. A Roland Garrosra való felkészülését Strasbourgban az Internationaux de Strasbourgon folytatta, ahol a torna első kiemeltjeként indult. Az elődöntőben Anabel Medina Garrigues felett aratott győzelme után a döntőben a német Kristina Barroist győzte le 7–5, 6–1-re, ezzel megszerezve második tornagyőzelmét az év során. A Roland Garroson első két meccsét könnyedén megnyerte, azonban a harmadik fordulóban kikapott a négyszeres bajnok Justine Henintől 6–2, 3–6, 6–3-ra. 2004 óta ő volt az első teniszező, aki szettet tudott nyerni Henin ellen a Roland Garroson.
Karrierje során hetedszer indult a füves borítású AEGON Classicon, ahol könnyedén eljutott a torna döntőjébe, azonban ott sima két szettben kikapott Li Nától. Sarapova két év után először sikeresen túljutott a wimbledoni teniszbajnokság második fordulóján. A harmadik fordulóban két játszmában győzte le a cseh Barbora Strýcovát, azonban a negyedik körben 7–6, 6–4 arányban kikapott az első kiemelt és későbbi bajnok Serena Williamstől.
Sarapova számára a US Open Series első állomása a Bank of the West Classic volt, ahol ötödik kiemeltként indult. Az elődöntőben egy 6–1-re elvesztett első szett után fordítani tudott, és végül 1–6, 6–2, 6–2-re legyőzte a lengyel Agnieszka Radwańskát. Az év során játszott negyedik döntőjében azonban sima két játszmában kapott ki a torna nyolcadik kiemeltjétől, Viktorija Azarankától. Következő versenye a Cincinnatiben megrendezésre kerülő Western & Southern Financial Group Women's Open volt, aminek döntőjében Kim Clijsters ellenfeleként lépett pályára. Miután 6–2, 5–3-as állásnál nem tudta kihasználni három meccslabdáját, egy hatalmas vihar miatt felfüggesztették a mérkőzést. Az esőszünet után Sarapova szerválhatott a meccsért, a mérkőzést azonban végül Clijsters nyerte 2–6, 7–6, 6–2-re. Ha Sarapova megnyerte volna a döntőt, több mint egy év után újra bekerült volna a ranglista legjobb tíz játékosa közé. A cincinnati torna döntőjében megsérült bal bokája miatt visszalépett a Rogers Cupon való szereplésétől. A US Open Seriesen nyújtott teljesítménye miatt sokan a US Open egyik legnagyobb esélyesének tartották. A harmadik fordulóban karrierje századik Grand Slam-tornán megnyert mérkőzésének örülhetett, miután 6–0, 6–0 arányban legyőzte a szabadkártyás Beatrice Caprát. A következő körben az első kiemelt Caroline Wozniacki volt az ellenfele, és harminckét nyerő ütésének ellenére végül 6–3, 6–4-re kikapott.
A Toray Pan Pacific Openre címvédőként érkezett, azonban nem sikerült megismételni előző évi győzelmét, és már az első körben kikapott az akkor egy nap híján negyvenéves Krumm Date Kimikótól. Sarapova Pekingben sem alkotott maradandót, ott a második fordulóig jutott, ahol Jelena Vesznyinától kapott ki 7–6, 6–2-re.
Év végi nyert-vesztett meccseinek aránya 33–11 volt, és az év során játszott öt döntőjéből kettőt nyert meg. Egyik tornagyőzelmét Memphisben, másikat Strasbourgban aratta, és az évet a ranglista 17. helyén zárta.

### 2011

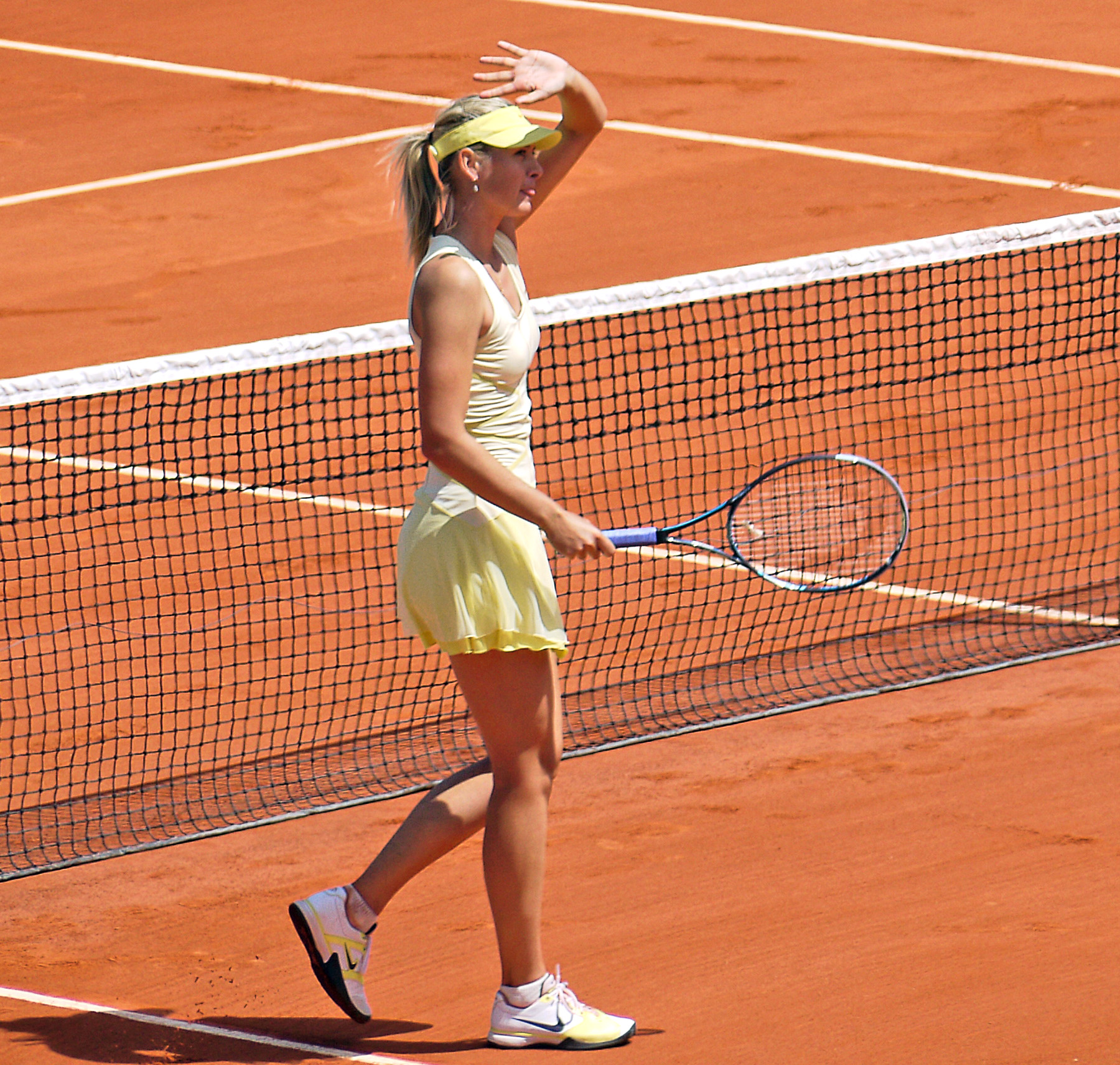
Sarapova 2011-ben a Roland Garroson

Sarapova 2002 óta először nem az Ausztrál Openen kezdte az évet, hanem az Aucklandben megrendezett ASB Classicon, és nagy meglepetésre már a negyeddöntőben könnyedén kikapott a későbbi bajnok Arn Grétától 6–2, 7–5-re.
Az ASB Classic után úgy döntött, hogy hat év közös munka után megválik edzőjétől, Michael Joycetól és Li Na korábbi edzőjével Thomas Hogstedtvel dolgozik együtt.
Az Ausztrál Openen csak úgy mint tavaly a 14. kiemeltként indult. A harmadik körben Julia Görges ellen szetthátrányból tudott fordítani és végül 4–6, 6–4, 6–4-re megnyerte a mérkőzést, azonban a következő körben részben a 30 ki nem kényszerített hibájának köszönhetően két szettben kikapott Andrea Petkovićtól.
Ezután Sarapova Moszkvába utazott, hogy az orosz csapat tagjaként 2008 óta először részt vegyen a Fed-kupán, ahol ellenfeleik a franciák voltak. Az eredeti tervek szerint két egyéni mérkőzést játszott volna, azonban miután első meccsén könnyedén kikapott Virginie Razzanótól, az orosz kapitány helyette Anasztaszija Pavljucsenkovát küldte ki a pályára Alizé Cornet ellen. Oroszország végül egy 3–2-es győzelmet aratva tovább jutott az elődöntőbe, ahol majd az olaszok lesznek az ellenfeleik.
Moszkvában elkapott egy vírusos betegséget, aminek következtében kénytelen volt visszalépni a Párizsban, Dubajban és Dohában megrendezett tornáktól egyaránt.
Az Ausztrál Open utáni első tornája az BNP Paribas Open volt, ahol a vállműtéte előtti formáját idézve könnyedén eljutott az elődöntőig. Ott az akkori világelső Caroline Wozniackival találkozott, akitől kikapott 6–1, 6–2-re. Sarapova több nyerő ütést ütött, azonban hibáinak száma is jóval túlszárnyalta ellenfeléét. A következő héten az ötödik Grand Slam-tornaként emlegetett Sony Ericsson Openen játszott, ahol a negyedik fordulóban 6–4, 6–1-re győzte le a negyedik kiemelt Samantha Stosurt. 2008 óta ez volt az első top ötbe tartozó játékos felett aratott győzelme. A negyeddöntőben Alexandra Dulgheruval minden idők leghosszabb Miamiban lejátszott női mérkőzését játszották le, ami 3 óra 29 percig tartott, és végül Sarapova nyert 3–6, 7–6, 7–6-ra. Az elődöntőben az élete eddig legjobb formájában játszó Andrea Petkovićcsal került szembe aki ellen szintén egy három szettes mérkőzés során tudott nyerni, és így bejutott élete harmadik Miami-döntőjébe. A tornagyőzelem azonban most sem jött össze, ugyanis két sima játszmában, 6–1, 6–4-re kikapott Viktorija Azarankától úgy, hogy a meccs során mindössze egyszer tudta hozni saját adogatását. Az itt elért eredménye miatt több, mint két év után először ismét bekerült a ranglista legjobb tíz játékosa közé.
Sarapova első salakos tornája az évben a Mutua Madrileña Masters Madrid volt, ahol Dominika Cibulkovától kapott ki a harmadik körben 7–5, 6–4-re. Következő héten már Rómában, a szintén vörös salakon megrendezett Internazionali BNL d'Italia hetedik kiemeltjeként indult. Első két mérkőzésén mindössze hat játékot vesztett, így jutott be a torna negyeddöntőjébe, ahol Viktorija Azaranka volt az ellenfele. Az első szettet 6–4-re elvesztette, azonban a második játszmában remek kezdéssel elhúzott 3–0-ra. Ekkor Azaranka könyöksérülése miatt kénytelen volt feladni a mérkőzést, így végül Sarapova jutott tovább az elődöntőbe. Ott az akkori világelső és első kiemelt Caroline Wozniacki volt az ellenfele, aki felett legnagyobb győzelmét aratta visszatérése óta, azzal, hogy két szettben, 7–5, 6–3-ra győzte le. A finálét Samantha Stosur ellen vívta, és akárcsak Wozniackit, őt is két szettben győzte le, ezzel megszerezve karrierje 23. és egyben legnagyobb salak pályás tornagyőzelmét. A Roland Garroson hetedik kiemeltként indult, azonban sokan őt tartották legesélyesebbnek a torna megnyerésére. Idén is egy újabb lehetőség állt Sarapova előtt, hogy teljesítse a Karrier Grand Slamet, ugyanis a négy Grand Slam-torna közül ez az egyetlen amit még nem nyert meg karrierje során. Első körös meccsén mindössze három játékot engedett ellenfelének, azonban a második fordulóban két játékra volt a kieséstől a mindössze 17 éves Caroline Garcia ellen. Garcia egy 6–3, 4–1-es vezetésre tett szert a meccs során, azonban Sarapova 11 játékot nyerve zsinórban megfordította a találkozót. Innentől kezdve szettveszteség nélkül győzte le Agnieszka Radwańskát és Andrea Petkovićot is, így 2007-es legjobb roland garrosi eredményét megismételve bejutott a torna elődöntőjébe. A döntőbe jutásért a hatodik kiemelt és későbbi bajnok Li Nával találkozott, akitől azonban két szettben kikapott 6–4, 7–5-re. Ezzel az eredménnyel előrelépett a ranglista 6. helyére.
A Wimbledonra való felkészülését mint az eddigi évek során annyiszor, idén is az AEGON Classicon szerette volna folytatni, azonban egy megbetegedés miatt – 2003 óta először – kénytelen kihagyni a tornát. Wimbledonban Sarapova az ötödik kiemelést kapta, és szettveszteség nélkül, hét év után először ismét sikerült bejutnia a torna döntőjébe. A fináléba vezető úton legyőzte többek közt Peng Suajt, Dominika Cibulkovát és Sabine Lisickit is. A döntőben sima két játszmában, 6–3, 6–4-re kapott ki a nyolcadik kiemelt Petra Kvitovától, aki ezzel a győzelemmel karrierje első Grand Slam-győzelmét aratta. A torna utáni héten, 2008 óta először ismét a ranglista legjobb öt játékosa között tartották számon.
Csakúgy, mint az elmúlt két évben, első tornája a US Open Seriesen ismét a Stanfordon megrendezett Bank of the West Classic volt, ahol a negyeddöntőben kikapott a későbbi bajnok és egy év kihagyás után mindössze harmadik tornáját játszó Serena Williamstől 6–1, 6–3-ra. Következő versenyén a Rogers Cupon ismét a korai búcsúzók között volt miután már a harmadik körben kikapott a legjobb százon kívül rangsorolt Galina Voszkobojevától. Ez volt Sarapova profi karrierjének századik elszenvedett veresége. Utolsó felkészítő tornája a US Openre a Western & Southern Open volt, ahol a negyedik kiemeltként indult. Már a harmadik körben a kétszeres Grand Slam-győztes Szvetlana Kuznyecovával találkozott, akit remek játékkal könnyedén legyőzött 6–2, 6–3-ra. A negyeddöntőben ismét egy sima két szettes győzelmet aratott a tizedik kiemelt Samantha Stosur felett, így bejutott a torna elődöntőjébe, ahol az akkori ranglista második Vera Zvonarjova volt az ellenfele. Miután az első szettet elvesztette 6–2-re fordított és végül 2–6, 6–3, 6–3 arányban megnyerte a mérkőzést, ezzel bejutva negyedik döntőjébe az év során. A döntőben Jelena Janković állt vele szemben, és egy 4–6, 0–2-es hátrány után ismét fordítani tudott és végül megnyerte a meccset 4–6, 7–6(3), 6–3-ra, ezzel megszerezve karrierje 24. tornagyőzelmét. A finálé maga 2 óra 49 percig tartott és eddig ez a 2011-es év leghosszabb női torna döntője. Ezzel a torna győzelemmel a ranglista negyedik helyére jött fel. Az év utolsó Grand Slam-tornáján, a US Openen harmadik kiemeltként indult, és sokak meglepetésére az első körben 6–3-ra elveszítette az első szettet a mindössze 17 éves Heather Watson ellen, de a pillanatnyi megingást igazolta, hogy végül három szettben tovább jutott a következő fordulóba, ahol két játékot elveszítve jutott túl Nasztasszja Jakimaván. Első komolyabb ellenfelével, Flavia Pennettával, a harmadik körben találkozott akivel ismét egy három szettes mérkőzésbe bonyolódott és végül ki is kapott 3–6, 6–3, 4–6-ra. Érdekesség, hogy ez volt Sarapova tizenharmadik három szettes mérkőzése az évfolyamán, azonban csak az első amit el is veszített. Kim Clijsters és Vera Zvonarjova korai veresége miatt a torna után így is feljött a ranglista második helyére.
Ázsiában az első tornája a Toray Pan Pacific Open volt Tokióban. Mivel a torna második kiemeltjeként indult, az első körben automatikus továbbjutó volt. A második és harmadik fordulóban Tamarine Tanasugarnt valamint Julia Görgest győzte le, ezzel bejutva a torna negyeddöntőjébe, ahol Petra Kvitová ellen 4–3-as állásnál olyan boka sérülést szenvedett, hogy kénytelen volt feladni a mérkőzést. Ennek a sérülésnek a következtében szintén kénytelen volt visszalépni a China Opentől. Utolsó tornája a szezonban az év végi WTA Tour Championships volt, ahová 2007 után először sikerült ismét kijutnia, méghozzá a második játékosként. Hosszabb kihagyása meglátszott a csoportmérkőzései alatt, ugyanis karrierje során először kapott ki Samantha Stosurtól valamint következő mérkőzését is két szettben veszítette el Li Na ellen. Sarapova az évet a ranglista negyedik helyezettjeként és két torna győzteseként zárta. 2008 óta először került az év végi tabella első tíz helyezettje között, a legjobb ötbe pedig négy éve, 2007-ben tartozott utoljára.

### 2012: Karrier Grand Slam, újra világelső
2012-ben az első tornája az Australian Open volt, ahol negyedik kiemeltként indult. A tornán úgy jutott el a döntőig, hogy közben legyőzte Angelique Kerbert, majd pedig Sabine Lisickit. A legjobb 8 közt honfitársa, Jekatyerina Makarova ellen kellett játszania, majd a 2011-es wimbledoni teniszbajnokság győztesével, Petra Kvitovával találkozott, aki ellen bejutott a döntőbe a háromszettes elődöntő után. A döntőben a harmadik kiemelt Viktorija Azaranka volt az ellenfele, akitől 6–3, 6–0 arányú vereséget szenvedett. Győzelem esetén a világranglista élére ugorhatott volna, így azonban a negyedikről a harmadik helyre került.
Tavasszal az év második Grand Slam-tornájára, a Roland Garrosra második kiemeltként érkezett. Az ágáról a nehezebb ellenfelek korán kiestek, nagy meglepetés volt például Serena Williams első körös búcsúja vagy a nemrég még világelső Caroline Wozniacki harmadik körös kiesése. A harmadik körben a 28. kiemelt Peng Suajt győzte le, majd Klára Zakopalová következett. A negyeddöntőben a 23. kiemelt Kaia Kanepi után az elődöntőben ismét Petra Kvitová ellen játszott, s ezúttal is sikerült diadalt aratnia 6–3, 6–3 arányban.
A döntőbe jutás óriási lehetőség volt Sarapova számára, mert esélye nyílt arra, hogy teljesítse a karrier Grand Slamet, azaz pályafutása során legalább egyszer megnyerje mind a négy nagy tornát. Két elődöntő után először jutott be a Roland Garros döntőjébe, salakon sosem vallotta magát erős játékosnak. A döntőt a 21. kiemelt olasz Sara Errani ellen játszotta, és mindössze 48 perc alatt fejezték be a meccset 6–3, 6–2-es eredménnyel, így Sarapova megszerezte első trófeáját a Roland Garroson. Sikerének értékét növelte, hogy négy év után ismét világelső lett.
Franciaország után Anglia következett, és a nagy múltú wimbledoni teniszbajnokság. Sarapova a torna első kiemeltjeként volt rangsorolva, és egészen a negyedik körig nem is találkozott kiemelttel. Ekkor jött a rangsorban 15. Sabine Lisicki, aki füves borításon visszavágott az Australian Openen elszenvedett vereségéért, miután 6–4, 6–3-as eredménnyel búcsúztatta a világelsőt. Mivel Sarapova 2011-ben döntőt játszott, a negyedik körös kiesésével búcsút mondhatott a néhány hétig őrzött világelsőségének.
A londoni szereplés azonban 2012-re nem ért véget, ugyanis a wimbledoni teniszpályákon kétszer is játszhattak a teniszezők ebben az évben, hiszen az olimpiai játékok keretein belül is itt rendezték meg a versenyt. Erre a tornára ismét egy nagy lehetőséggel érkezett Sarapova, mivel a négy nagy torna mellett az olimpiai arany megnyerésére is esélye nyílt, amivel teljesíthette volna a karrier golden slamet. A wimbledoni pontveszteség miatt a torna harmadik kiemeltje volt. A második körben megverte a később vegyes párosban Andy Murray oldalán ezüstérmes Laura Robsont, majd a harmadik körben újra Sabine Lisickivel állhatott szemben, akit ezúttal három játszmában kiejtett a versenyből. A negyeddöntőben Kim Clijsterst győzte le, az elődöntőben a szintén orosz Marija Kirilenkóval küzdött a biztos dobogós helyezésért, s sikerült bejutnia a döntőbe. Ellenfele a párosban és egyéniben is ötszörös wimbledoni bajnok Serena Williams volt, aki megállíthatatlannak látszott, miután az elődöntőben 6–1, 6–2-vel kiejtette a világelső Viktorija Azarankát. Az amerikai játékos ugyanazzal a téttel érkezett a döntőbe, mint Sarapova, tehát a karrier golden slam teljesítésének lehetőségével. A végeredmény fölényes 6–0, 6–1 lett Serena javára, tehát az első olimpiáján részt vevő Sarapova ezüstéremmel térhetett haza.
2012 augusztusában világelsőségének visszaszerzésétől távolabb került, mert a cincinnati tornán egészségügyi okok miatt nem tudott részt venni. Egy jelentős eseményről volt szó, melynek a címvédője volt, így pontvesztesége miatt a US Open utáni csúcsra kerülés is nehezen elérhetőnek látszott.
Az év negyedik Grand Slam-tornájára, a US Openre 3. kiemeltként érkezett és hárman voltak esélyesek arra, hogy a világranglista élére kerüljenek: Viktorija Azaranka, Agnieszka Radwańska és Marija Sarapova, viszont ahhoz, hogy a 3. helyről az élre kerüljön, az előtte rangsorolt játékosoknak korán ki kellett volna esniük.
Sarapova az első körben egy magyar játékossal, Czink Melindával játszott, akit 6–2, 6–2-vel búcsúztatott. A negyedik körig simán nyerte a meccseket, a második körben Lourdes Domínguez Lino ellen 6–0, 6–1-es eredménnyel haladt tovább, a harmadik körben pedig a szabadkártyás Mallory Burdette-et ejtette ki szintén fölényes 6–1, 6–1-es győzelemmel. A negyedik körben honfitársa, a szintén orosz Nagyja Petrova ellen viszont már háromszettes mérkőzésre kényszerült, de az elvesztett második szett után a harmadikat sikerült megnyernie. A negyeddöntőben a francia Marion Bartoli ellen viszont már komolyabb problémái akadtak, az első szettben a francia 4–0-ra vezetett, amikor esőszünet miatt megszakították a mérkőzést. Sarapova látványosan nem játszott jól, ezt mutatta a dupla brékhátránya is. Az időjárás miatt csak másnap tudták folytatni a játékot, de ekkor az első szett már elvesztettnek látszott. A szünet jót tett az orosz játékosnak, később összeszedettebben játszott és ez az eredményen is meglátszott: 3–6, 6–3, 6–4 lett az eredmény. Az elődöntőben Azaranka volt az ellenfele, akivel az év elején az Australian Openen döntőt játszott (és veszített el). Ekkor már biztos volt, hogy Sarapova nem lehet világelső, de Radwańska negyedik körös kiesése miatt a második helye már megvolt a torna és a mérkőzés eredményétől függetlenül. A fehérorosz játékos ellen végül 3–6, 6–2, 6–4-re veszített, így ezúttal sem tudott döntőbe jutni 2006-os győzelmét követően, bár az utóbbi hat évben (melyből csak ötször versenyzett) Flushing Meadowsban ez az elődöntő volt a legjobb eredménye.

## Doppingügye
2016. március 7-én sajtótájékoztatón jelentette be, hogy az Australian Open után végzett doppingteszt során a szervezetében a Nemzetközi Doppingellenes Szövetség (WADA) a meldonium nevű tiltott szert mutatta ki. A szer 2016. január 1-től került fel a WADA tiltólistájára. Sarapova elismerte a pozitív doppingtesztet, és elmondta, hogy öröklődő szívritmuszavara és cukorbetegsége miatt 10 éve szedi a meldoniumot is tartalmazó Mildronate nevű gyógyszert, amely korábban nem volt tiltott. Nem szeretné pályafutását ilyen módon befejezni, és várja a Nemzetközi Tenisz Szövetség (WTA) döntését. A WADA illetékesének nyilatkozata szerint a szankció mértékét a WTA határozza meg, és annak ismeretében döntenek, hogy azt elfogadják-e, vagy a Sportbíróság (Court of Arbitration for Sport (CAS)) elé viszik az ügyet. Sarapova a teljes felelősséget magára vállalta, szakértők szerint azonban a mögötte levő orvosi stábnak lett volna a kötelessége reagálni a szer doppinglistára való felkerülésére. A bejelentést követően legnagyobb szponzorai azonnal felfüggesztették a támogatását. 2016 június 8-án a Nemzetközi Teniszszövetség két évre eltiltotta. Az eltiltás a minta levétele napjától számít, azaz 2018. január 26-ig szól. Sarapova  fellebbez a döntés ellen, és a nemzetközi Sportdöntőbíróság (CAS) elé viszi az ügyét. A kétéves eltiltás mértékét sokallja, mivel a döntés hivatalos indoklása szerint sem szándékosan sértette meg a doppingszabályokat.
Az első hírek szerint a Nemzetközi Sportdöntőbíróság (CAS) gyorsított eljárásban 2016. július 18-ig döntött volna a fellebbezéséről, így esetleges felmentés vagy a szankció felfüggesztése esetén Sarapova elindulhatott volna a riói olimpián. Az ügy tárgyalását később szeptember 19-re tűzték ki, így a riói olimpián való indulásának reményei meghiúsultak. A tárgyalásra végül 2016. október 4-én került sor, ahol a büntetést 15 hónapra mérsékelték, így 2017. április 26-án ismét versenybe állhatott. Visszatérése Stuttgartban a Porsche Tennis Grand Prix versenyén sikeres volt, az első fordulóban legyőzte Roberta Vincit, majd egészen az elődöntőig jutott, ahol Kristina Mladenovic ütötte el a döntőbe jutástól.

## Fed-kupa részvétel

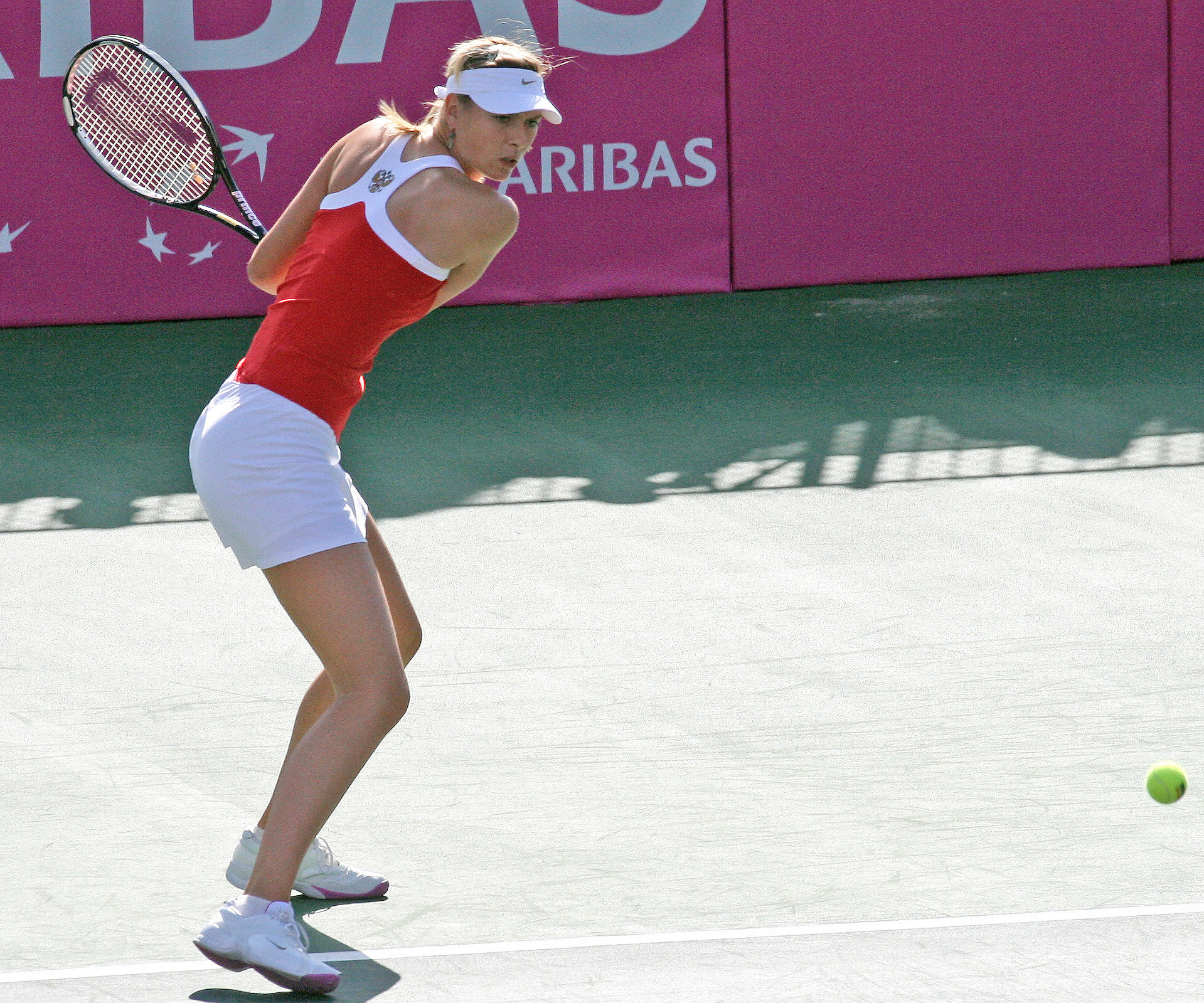
Sarapova, Izrael ellen a Fed-kupán

Többen helytelenítették a Sarapova beválogatását az orosz Fed-kupa-csapatba: nem nézték jó szemmel a teniszező Fed-kupához való hozzáállását, valamint apjának a WTA Tour-meccseken tanúsított viselkedését sem.
Miután Sarapova legyőzte honfitársát, Anasztaszija Miszkinát a 2004-es WTA Tour Championshipsen, Miszkina Sarapova apját kritizálva így nyilatkozott: „Az egész meccsen megállás nélkül kiabált és utasításokkal látta el lányát, szinte már azt hittem, hogy be is ugrik helyette játszani.” Két héttel később a Fed-kupa elődöntőjében Miszkina kijelentette, hogy ha Sarapova a következő szezonban tagja lesz az orosz Fed-kupa csapatnak, ő nem fog játszani: „Ha jövőre csatlakozik a csapatunkhoz, én biztosan nem veszek részt. Az apja viselkedése egyáltalán nem korrekt, kifejezetten faragatlan. Nem kívánok olyan emberekkel egy légtérben lenni, mint ő.” Samil Tarpiscsev orosz Fed-kupa kapitány helyettese, Larisa Neiland hozzátette: „Az apja viselkedése (a WTA Tour Championshipsen) egyszerűen gyalázatos volt. Fogalmam sincs, hogy tudna velünk dolgozni.” Tarpiscsev azonban nem tulajdonított túlzott jelentőséget a problémának: „Úgy érzem, hamarosan lenyugszanak a kedélyek, és mind Miszkina, mind Sarapova, mind Kuznyecova és mindenki más együtt fog Oroszországért küzdeni.”
Sarapova 2005 végén kijelentette, hogy mindenképpen szeretne bemutatkozni a Fed-kupában. 2006 áprilisában Belgiumban játszotta volna első mérkőzését, azonban később visszalépett. Sérülések miatt további Fed-kupa meccseket is lemondott: először 2007 áprilisában Spanyolország elleni, utána pedig 2007 júliusában az Egyesült Államok elleni meccseket. A legutóbbi visszalépés következményeként az orosz kapitány nem kívánta Sarapovát nevezni a szeptemberi Fed-kupa döntőjébe. Sarapova azonban ott volt a döntőn, szurkolt az oldalvonalról és ütőpartnerként vett részt a bemelegítéseken. Több csapattársa ezért arra utalt, hogy csak azért volt ott a döntőn, hogy 2008-ban játszhasson az olimpián (a szabályok szerint a játékosoknak bizonyos szintű elkötelezettséget kell tanúsítaniuk a Fed-kupa iránt, hogy játszhassanak). Kuznyecova megjegyezte: „Azt mondta, hogy a tréningpartnerünk akar lenni, de hogy lehetne az, ha nem is játszik?”
Sarapova végül 2008 februárjában, Izrael ellen debütált a Fed-kupa negyeddöntőjében. Mindkét egyéni meccsét megnyerte, az elsőt Cipórá Obzíler, a másodikat pedig Sahar Peér ellenfeleként, ezzel hozzásegítve Oroszországot egy 4–1-es győzelemhez. Sérülése miatt azonban nem tudott részt venni sem az elődöntőn, sem pedig a döntőn.
2011-ben ismét tagja volt az orosz csapatnak, akiknek első fordulós ellenfelei a franciák voltak. Első egyéni meccsén két szettben kikapott Virginie Razzanótól, és az orosz kapitány úgy döntött, hogy az Alizé Cornet elleni mérkőzésre Anasztaszija Pavljucsenkovát állítja ki Sarapova helyett.

## Játékstílus

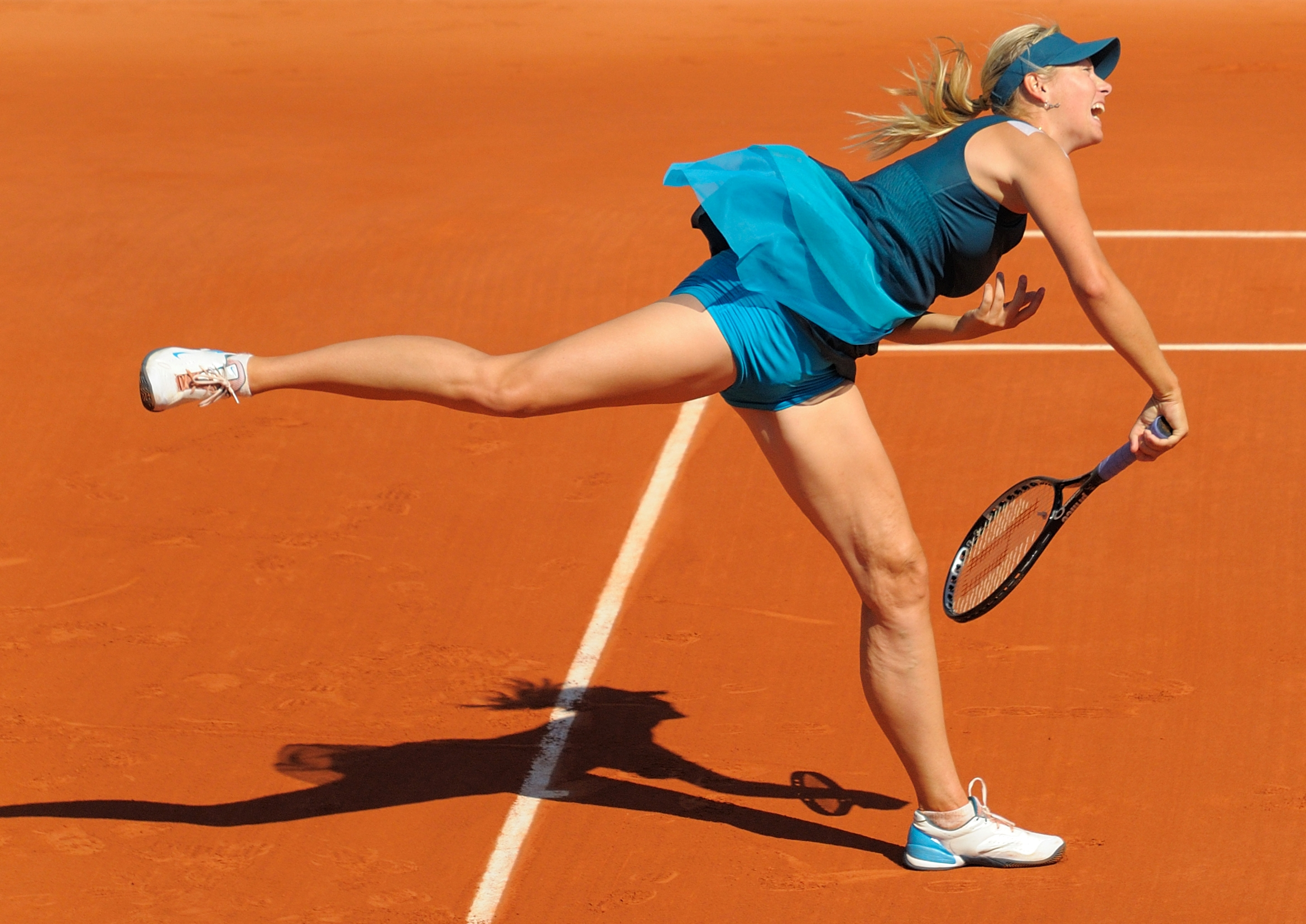
Sarapova-szerva, Roland Garros 2009

Érdekes, hogy egy sima röpte vagy lecsapás helyett gyakran egy erőteljes lendített röptét vagy átemelést üt. Sarapovát egyébként gyors játékosként tartják számon, különösen ha figyelembe vesszük a magasságát. 2008 elején néhányan Sarapova játékának fejlődését vélték felfedezni, mely a magasabb szintű lábmunka és mozgás mellett a rövidítések és nyesett fonákok megjelenésében mutatkozott meg. Sarapova híres a pályán rendezett „sikoltozásairól”, 2005-ben a wimbledoni torna egyik meccsén az egyik ilyen alkalommal 101 decibelt rögzítettek a műszerek. Szeles Mónika szerint ez a sikoltozás reflexszerű folyamat, és szerves része a játéknak. Sarapova erre a média kérdéseinek kereszttüzében csupán így reagált: „csak nézzék a meccset”.

### Szervái
Pályafutása elején Sarapova első és második szervája is igen erőteljes volt. 2007 elejétől azonban vállproblémái miatt szervái sokat gyengültek, egy-egy meccsen gyakran több kettős hibát is vétett. Sérüléséből visszatérve „lerövidítette” szervamozdulatát, amitől sokkal kevesebb lett az ász és több a kettős hiba. A kétszeres US Open-győztes Tracy Austin szerint Sarapova gyakran az elrontott szervák miatt veszítette el önbizalmát; olyankor bizonytalanabbul, több ki nem kényszerített hibával játszott. Amióta áttért egy új, a régihez hasonló szervamozdulatra, kevesebb a kettős hibája, több adogatása foghatatlan, sőt a 2010-es AEGON Classicon ütött egy 121 mérföld/órás (195 km/h) adogatást is, amely karrierjének eddigi leggyorsabb szervája.

### Borítások
Mivel a játékát az erőre alapozza, Sarapova jobban kedveli a kemény és a füves borítású pályákat, és nagyon sokáig nem volt igazán jónak nevezhető a salakos borításon mutatott játéka. Egy korábbi kijelentése szerint salakon nincs úgy megelégedve a mozgásával, mint a többi borításon, és egyszer, egy salakos pályán lefolyt meccs után így jellemezte magát: „tehén a jégen”. Állítását a salakon mutatott eredményei sokáig alátámasztották, mivel egészen 2012-ig a Roland Garros volt az egyetlen Grand Slam-torna, amelyet nem nyert meg. Az első WTA-győzelmét salakos borításon profi versenyzői karrierje nyolcadik évében érte el, a korábbi tizennyolc, másféle borításon szerzett címe után. 2012-ben azonban két felvezető torna (Stuttgart és Róma) megnyerése után életében először a Roland Garroson is diadalmaskodott, bizonyítva ezzel játéka fejlődését ezen a borításon.

### Döntői Grand Slam-tornákon

#### Győzelmek (5)
| Év   | Helyszín        | Ellenfél a döntőben | Eredmény a döntőben |
| 2004 | Wimbledon       | Serena Williams     | 6–1, 6–4            |
| 2006 | US Open         | Justine Henin       | 6–4, 6–4            |
| 2008 | Australian Open | Ana Ivanović        | 7–5, 6–3            |
| 2012 | Roland Garros   | Sara Errani         | 6–3, 6–2            |
| 2014 | Roland Garros   | Simona Halep        | 6–4, 6–7(5), 6–4    |

#### Elvesztett döntők (4)
| Év   | Helyszín        | Ellenfél a döntőben | Eredmény a döntőben |
| 2007 | Australian Open | Serena Williams     | 6–1, 6–2            |
| 2011 | Wimbledon       | Petra Kvitová       | 6–3, 6–4            |
| 2012 | Australian Open | Viktorija Azaranka  | 6–3, 6–0            |
| 2015 | Australian Open | Serena Williams     | 6–3, 7–6(5)         |

## Részvételei az év végi bajnokságokon
- NK=nem szerzett kvalifikációt; CSK=csoportkör; ND=negyeddöntő; ED=elődöntő; D=döntő; GY=győztes.

| Torna      | 2001 | 2002 | 2003 | 2004 | 2005 | 2006 | 2007 | 2008 | 2009 | 2010 | 2011 | 2012 | 2013 | 2014 | 2015 | 2016 | 2017 | 2018 | 2019 | Gy–V  |
| ---------- | ---- | ---- | ---- | ---- | ---- | ---- | ---- | ---- | ---- | ---- | ---- | ---- | ---- | ---- | ---- | ---- | ---- | ---- | ---- | ----- |
| WTA Finals | NK   | NK   | NK   | GY   | ED   | ED   | D    | NK   | NK   | NK   | CSK  | D    | –    | CSK  | ED   | NK   | NK   | NK   | NK   | 21–11 |

### WTA Finals (WTA Tour Championships) döntői
Győzelmek (1)
| Év   | Helyszín         | Ellenfél a döntőben | Döntő eredménye |
| 2004 | Los Angeles, USA | Serena Williams     | 4–6, 6–2, 6–4   |

Elvesztett döntők (2)
| Év   | Helyszín               | Ellenfél        | Eredmény      |
| 2007 | Madrid, Spanyolország  | Justine Henin   | 7–5, 5–7, 3–6 |
| 2012 | Isztambul, Törökország | Serena Williams | 4–6, 3–6      |

## Statisztikák
|                         | 2001 | 2002 | 2003  | 2004  | 2005  | 2006 | 2007  | 2008 | 2009 | 2010  | 2011  | 2012  | 2013 | 2014  | 2015 | 2016 | 2017 | 2018  | 2019 | Karrier |
| ----------------------- | ---- | ---- | ----- | ----- | ----- | ---- | ----- | ---- | ---- | ----- | ----- | ----- | ---- | ----- | ---- | ---- | ---- | ----- | ---- | ------- |
| Kemény pálya            | 0–0  | 23–5 | 20–9  | 34–11 | 29–7  | 45–5 | 24–5  | 19–1 | 20–5 | 19–7  | 25–11 | 34–8  | 19–4 | 27–11 | 22–5 | 4–1  | 11–3 | 10–6  | 7–5  | 392–109 |
| Füves pálya             | 0–0  | 0–0  | 9–2   | 12–0  | 10–1  | 8–2  | 7–2   | 1–1  | 5–2  | 7–2   | 6–1   | 8–2   | 1–1  | 3–1   | 5–1  | 0–0  | 0–0  | 0–1   | 0–2  | 82–21   |
| Szőnyegborítás          | 0–0  | 0–0  | 4–0   | 1–1   | 5–1   | 3–1  | 2–2   | 0–0  | 0–0  | 0–0   | 0–0   | 0–0   | 0–0  | 0–0   | 0–0  | 0–0  | 0–0  | 0–0   | 0–0  | 15–5    |
| Salakos pálya           | 0–1  | 5–0  | 9–2   | 8–3   | 9–3   | 3–1  | 7–2   | 12–2 | 6–2  | 7–2   | 12–2  | 18–1  | 17–2 | 19–1  | 12–3 | 0–0  | 5–3  | 10–4  | 0–0  | 159–34  |
| Nyert-vesztett meccsek  | 0–1  | 28–5 | 38–13 | 55–15 | 53–12 | 59–9 | 40–11 | 32–4 | 31–9 | 33–11 | 43–14 | 60–11 | 37–7 | 49–13 | 39–9 | 4–1  | 16–6 | 20–11 | 8–7  | 645–169 |
| Tornagyőzelem           | 0    | 0    | 2     | 5     | 3     | 5    | 1     | 3    | 1    | 2     | 2     | 3     | 2    | 4     | 2    | 0    | 1    | 0     | 0    | 36      |
| Világranglista-helyezés |      | 186. | 32.   | 4.    | 4.    | 2.   | 5.    | 9.   | 14.  | 18.   | 4.    | 2.    | 4.   | 2.    | 4.   | –    | 60.  | 29.   | 136. |         |

### Pénzdíjak
| Év      | GS-győzelem | WTA-győzelem | Megnyert tornák | Pénzdíjazás (US $) |      |
| ------- | ----------- | ------------ | --------------- | ------------------ | ---- |
| 2003    | 0           | 2            | 2               | 222 005            | 51.  |
| 2004    | 1           | 4            | 5               | 2 506 263          | 1.   |
| 2005    | 0           | 3            | 3               | 1 921 283          | 5.   |
| 2006    | 1           | 4            | 5               | 3 799 501          | 2.   |
| 2007    | 0           | 1            | 1               | 1 758 550          | 7.   |
| 2008    | 1           | 2            | 3               | 1 937 879          | 7.   |
| 2009    | 0           | 1            | 1               | 923 619            | 15.  |
| 2010    | 0           | 2            | 2               | 651 279            | 31.  |
| 2011    | 0           | 2            | 2               | 2 899 148          | 6.   |
| 2012    | 1           | 2            | 3               | 6 308 296          | 3.   |
| 2013    | 0           | 2            | 2               | 3 544 222          | 4.   |
| 2014    | 1           | 3            | 4               | 5 839 357          | 2.   |
| 2015    | 0           | 2            | 2               | 3 949 284          | 6.   |
| 2016    | 0           | 0            | 0               | 281 663            | 111. |
| 2017    | 0           | 1            | 1               | 544 990.           | 66   |
| 2018    | 0           | 0            | 0               | 1 312 643          | 29.  |
| 2019    | 0           | 0            | 0               | 361 490            | 115. |
| 2020    | 0           | 0            | 0               | 74 353             | 113. |
| Karrier | 5           | 31           | 36              | 38 777 962         | 3.   |

## Tornagyőzelmei (39)

### Egyéni (36)
| Összesítés                 |                        |
| Grand Slam-torna (5)       |                        |
| Tier I (6)                 | Premier Mandatory* (3) |
| Tier II (3)                | Premier Five* (5)      |
| Tier III (5)               | Premier* (4)           |
| Tier IV (1)                | International* (3)     |
| Tier V (0)                 | International* (3)     |
| WTA Tour Championships (1) |                        |

* 2009-től megváltozott a tornák rendszere.
 Az egymás mellett azonos színnel jelölt tornatípusok között nincs teljes mértékű megfelelés.
| Borítás szerint |
| Kemény (21)     |
| Salak (11)      |
| Fű (3)          |
| Szőnyeg (1)     |

| No. | Dátum                | Torna                                      | Borítás     | Ellenfél a döntőben  | Eredmény a döntőben |
| 1.  | 2003. szeptember 29. | Japan Open, Tokió                          | Kemény      | Kapros Anikó         | 2–6, 6–2, 7–6(5)    |
| 2.  | 2003, október 27.    | Bell Challenge, Québec                     | Kemény (f)  | Milagros Sequera     | 6–2 feladta         |
| 3.  | 2004. június 7.      | DFS Classic, Birmingham                    | Fű          | Tatiana Golovin      | 4–6, 6–2, 6–1       |
| 4.  | 2004, június 21.     | Wimbledon, London                          | Fű          | Serena Williams      | 6–1, 6–4            |
| 5.  | 2004. szeptember 27. | Hansol Korea Open, Szöul                   | Kemény      | Marta Domachowska    | 6–1, 6–1            |
| 6.  | 2004. október 4.     | Japan Open, Tokió                          | Kemény      | Mashona Washington   | 6–0, 6–1            |
| 7.  | 2004. november 8.    | WTA Tour Championships, Los Angeles        | Kemény (f)  | Serena Williams      | 4–6, 6–2, 6–4       |
| 8.  | 2005. február 6.     | Toray Pan Pacific Open, Tokió              | Szőnyeg (f) | Lindsay Davenport    | 6–1, 3–6, 7–6(5)    |
| 9.  | 2005. február 21.    | Qatar Total Open, Doha                     | Kemény      | Alicia Molik         | 4–6, 6–1, 6–4       |
| 10. | 2005. június 6.      | DFS Classic, Birmingham                    | Fű          | Jelena Janković      | 6–2, 4–6, 6–1       |
| 11. | 2006. március 18.    | Pacific Life Open, Indian Wells            | Kemény      | Jelena Gyementyjeva  | 6–1, 6–2            |
| 12. | 2006. augusztus 6.   | Acura Classic, San Diego                   | Kemény      | Kim Clijsters        | 7–5, 7–5            |
| 13. | 2006. szeptember 9.  | US Open, New York                          | Kemény      | Justine Henin        | 6–4, 6–4            |
| 14. | 2006. október 22.    | Zürich Open, Zürich                        | Kemény (f)  | Daniela Hantuchová   | 6–1, 4–6, 6–3       |
| 15. | 2006. október 29.    | Generali Ladies Linz, Linz                 | Kemény (f)  | Nagyja Petrova       | 7–5, 6–2            |
| 16. | 2007. augusztus 5.   | Acura Classic, San Diego                   | Kemény      | Patty Schnyder       | 6–2, 3–6, 6–0       |
| 17. | 2008. január 26.     | Australian Open, Melbourne                 | Kemény      | Ana Ivanović         | 7–5, 6–3            |
| 18. | 2008. február 24.    | Qatar Total Open, Doha                     | Kemény      | Vera Zvonarjova      | 6–1, 2–6, 6–0       |
| 19. | 2008. április 13.    | Bausch & Lomb Championships, Amelia Island | Salak       | Dominika Cibulková   | 7–6(7), 6–3         |
| 20. | 2009. október 3.     | Toray Pan Pacific Open, Tokió              | Kemény      | Jelena Janković      | 5–2 feladta         |
| 21. | 2010. február 20.    | Cellular South Cup, Memphis                | Kemény (f)  | Sofia Arvidsson      | 6–2, 6–1            |
| 22. | 2010. május 22.      | Internationaux de Strasbourg, Strasbourg   | Salak       | Kristina Barrois     | 7–5, 6–1            |
| 23. | 2011. május 15.      | Internazionali BNL d'Italia, Róma          | Salak       | Samantha Stosur      | 6–2, 6–4            |
| 24. | 2011. augusztus 21.  | Western & Southern Open, Cincinnati        | Kemény      | Jelena Janković      | 4–6, 7–6(3), 6–3    |
| 25. | 2012. április 29.    | Porsche Tennis Grand Prix, Stuttgart       | Salak       | Viktorija Azaranka   | 6–1, 6–4            |
| 26. | 2012. május 20.      | Internazionali BNL d’Italia, Róma          | Salak       | Li Na                | 4–6, 6–4, 7–6 (5)   |
| 27. | 2012. június 9.      | Roland Garros, Párizs                      | Salak       | Sara Errani          | 6–3, 6–2            |
| 28. | 2013. március 17.    | Pacific Life Open, Indian Wells            | Kemény      | Caroline Wozniacki   | 6–2, 6–2            |
| 29. | 2013. április 28.    | Porsche Tennis Grand Prix, Stuttgart       | Salak       | Li Na                | 6–4, 6–3            |
| 30. | 2014. április 27.    | Porsche Tennis Grand Prix, Stuttgart       | Salak       | Ana Ivanović         | 3–6, 6–4, 3–6       |
| 31. | 2014. május 11.      | Mutua Madrid Open, Madrid                  | Salak       | Simona Halep         | 1–6, 6–2, 6–3       |
| 32. | 2014. június 7.      | Roland Garros, Párizs                      | Salak       | Simona Halep         | 6–4, 6–7(5), 6–4    |
| 33. | 2014. október 5.     | China Open, Peking                         | Kemény      | Petra Kvitová        | 6–4, 2–6, 6–3       |
| 34. | 2015. január 10.     | Brisbane International, Brisbane           | Kemény      | Ana Ivanović         | 6–7(4), 6–3, 6–3    |
| 35. | 2015. május 17.      | Internazionali BNL d’Italia, Róma          | Salak       | Carla Suárez Navarro | 4–6, 7–5, 6–1       |
| 36. | 2017. október 15.    | Tianjin Open, Tiencsin                     | Kemény      | Arina Szabalenka     | 7–5, 7–6(8)         |

### Páros (3)
| Összesítés           |                        |
| Grand Slam-torna (0) |                        |
| Tier I (0)           | Premier Mandatory* (0) |
| Tier II (0)          | Premier Five* (0)      |
| Tier III (3)         | Premier* (0)           |
| Tier IV (0)          | International* (0)     |
| Tier V (0)           | International* (0)     |

* 2009-től megváltozott a tornák rendszere.
 Az egymás mellett azonos színnel jelölt tornatípusok között nincs teljes mértékű megfelelés.
| Borítás szerint |
| Kemény (2)      |
| Salak (0)       |
| Fű (1)          |
| Szőnyeg (0)     |

| No. | Dátum                | Helyszín                       | Borítás | Partner             | Ellenfelei a döntőben               | Eredmény a döntőben |
| 1.  | 2003. szeptember 29. | Tokió, Japán                   | Kemény  | Tamarine Tanasugarn | Ansley Cargill Ashley Harkleroad    | 7–6(1), 6–0         |
| 2.  | 2003. október 20.    | Luxembourg, Luxemburg          | Kemény  | Tamarine Tanasugarn | Olena Tatarkova Marlene Weingartner | 6–1, 6–4            |
| 3.  | 2004. június 7.      | Birmingham, Egyesült Királyság | Fű      | Marija Kirilenko    | Lisa McShea Milagros Sequera        | 6–2, 6–1            |

## Eredményei Grand Slam-tornákon

### Egyéni
| Grand Slam | Australian Open | Australian Open    | Roland Garros | Roland Garros    | Wimbledon | Wimbledon           | US Open  | US Open              |
| Év         | Eredmény        | Utolsó ellenfél    | Eredmény      | Utolsó ellenfél  | Eredmény  | Utolsó ellenfél     | Eredmény | Utolsó ellenfél      |
| 2003       | 1. kör          | Klára Koukalová    | 1. kör        | Magüi Serna      | 4. kör    | Sz. Kuznyecova      | 2. kör   | Émilie Loit          |
| 2004       | 3. kör          | A. Miszkina        | Negyeddöntő   | Paola Suárez     | Győzelem  | Serena Williams     | 3. kör   | Mary Pierce          |
| 2005       | Elődöntő        | Serena Williams    | Negyeddöntő   | J Henin-Hardenne | Elődöntő  | Venus Williams      | Elődöntő | Kim Clijsters        |
| 2006       | Elődöntő        | J Henin-Hardenne   | 4. kör        | Gy Szafina       | Elődöntő  | Amélie Mauresmo     | Győzelem | J Henin-Hardenne     |
| 2007       | Döntő           | Serena Williams    | Elődöntő      | Ana Ivanović     | 4. kör    | Venus Williams      | 3. kör   | A Radwańska          |
| 2008       | Győzelem        | Ana Ivanović       | 4. kör        | Gy Szafina       | 2. kör    | A Kudrjavceva       | –        | –                    |
| 2009       | –               | –                  | Negyeddöntő   | D Cibulková      | 2. kör    | Gisela Dulko        | 3. kör   | Melanie Oudin        |
| 2010       | 1. kör          | M. Kirilenko       | 3. kör        | Justine Henin    | 4. kör    | Serena Williams     | 4. kör   | Caroline Wozniacki   |
| 2011       | 4. kör          | Andrea Petković    | Elődöntő      | Li Na            | Döntő     | Petra Kvitová       | 3. kör   | Flavia Pennetta      |
| 2012       | Döntő           | Viktorija Azaranka | Győzelem      | Sara Errani      | 4. kör    | Sabine Lisicki      | Elődöntő | Viktorija Azaranka   |
| 2013       | Elődöntő        | Li Na              | Döntő         | Serena Williams  | 2. kör    | M Larcher de Brito  | –        | –                    |
| 2014       | 4. kör          | Dominika Cibulková | Győzelem      | Simona Halep     | 4. kör    | Angelique Kerber    | 4. kör   | Caroline Wozniacki   |
| 2015       | Döntő           | Serena Williams    | 4. kör        | Lucie Šafářová   | Elődöntő  | Serena Williams     | –        | –                    |
| 2016       | Negyeddöntő     | Serena Williams    | –             | –                | –         | –                   | –        | –                    |
| 2017       | –               | –                  | –             | –                | –         | –                   | 4. kör   | Anastasija Sevastova |
| 2018       | 3. kör          | Angelique Kerber   | Negyeddöntő   | Garbiñe Muguruza | 1. kör    | Vitalija Gyjacsenko | 4. kör   | C Suárez Navarro     |
| 2019       | 4. kör          | Ashleigh Barty     | –             | –                | 1. kör    | Pauline Parmentier  | 1. kör   | Serena Williams      |
| 2020       | 1. kör          | Donna Vekić        | –             | –                | –         | –                   | –        | –                    |

## Év végi világranglista-helyezései
| Év       | 2002 | 2003 | 2004 | 2005 | 2006 | 2007 | 2008 | 2009 | 2010 | 2011 | 2012 | 2013 | 2014 | 2015 | 2016 | 2017 | 2018 | 2019 |
| Helyezés | 186. | 32.  | 4.   | 4.   | 2.   | 5.   | 9.   | 14.  | 18.  | 4.   | 2.   | 4.   | 2.   | 4.   | –    | 60.  | 29.  | 136. |

## Díjai, elismerései
- Newcomer of the Year (az év felfedezettje): 2003[127]
- Most Improved Player (a legtöbbet fejlődő játékos): 2004[127]
- Player of the Year (az év játékosa): 2004[127]
- Fan Favorite Singles Player of the Year (az év kedvenc játékosa szurkolói díj): 2010[127]
- Fan Favorite Match of the Year (a legszebb mérkőzés szurkolói díja):[127]
  - 2013 (Sarapova–Azaranka, French Open) (Video)
  - 2014 (Sarapova–Halep, French Open)

## Önéletírása magyarul
- Marija Sarapova: Megállíthatatlan. Egy teniszcsillag lebilincselően izgalmas története a saját tollából; ford. Biró Andor; MotiBooks, Szada, 2021